# 1996年の日本
1996年の日本（1996ねんのにほん）では、1996年（平成8年）の日本の出来事・流行・世相などについてまとめる。

## 他の紀年法
日本では、西暦の他にも以下の紀年法を使用している。なお、以下の紀年法は西暦と月日が一致している。
- 元号
  - 平成8年
- 神武天皇即位紀元
  - 皇紀2656年
- 干支
  - 丙子（ひのえ ね）

## カレンダー
| 1月 |    |    |    |    |    |    |
| 日  | 月 | 火 | 水 | 木 | 金 | 土 |
|     | 1  | 2  | 3  | 4  | 5  | 6  |
| 7   | 8  | 9  | 10 | 11 | 12 | 13 |
| 14  | 15 | 16 | 17 | 18 | 19 | 20 |
| 21  | 22 | 23 | 24 | 25 | 26 | 27 |
| 28  | 29 | 30 | 31 |    |    |    |
|     |    |    |    |    |    |    |

| 2月 |    |    |    |    |    |    |
| 日  | 月 | 火 | 水 | 木 | 金 | 土 |
|     |    |    |    | 1  | 2  | 3  |
| 4   | 5  | 6  | 7  | 8  | 9  | 10 |
| 11  | 12 | 13 | 14 | 15 | 16 | 17 |
| 18  | 19 | 20 | 21 | 22 | 23 | 24 |
| 25  | 26 | 27 | 28 | 29 |    |    |
|     |    |    |    |    |    |    |

| 3月 |    |    |    |    |    |    |
| 日  | 月 | 火 | 水 | 木 | 金 | 土 |
|     |    |    |    |    | 1  | 2  |
| 3   | 4  | 5  | 6  | 7  | 8  | 9  |
| 10  | 11 | 12 | 13 | 14 | 15 | 16 |
| 17  | 18 | 19 | 20 | 21 | 22 | 23 |
| 24  | 25 | 26 | 27 | 28 | 29 | 30 |
| 31  |    |    |    |    |    |    |
|     |    |    |    |    |    |    |

| 4月 |    |    |    |    |    |    |
| 日  | 月 | 火 | 水 | 木 | 金 | 土 |
|     | 1  | 2  | 3  | 4  | 5  | 6  |
| 7   | 8  | 9  | 10 | 11 | 12 | 13 |
| 14  | 15 | 16 | 17 | 18 | 19 | 20 |
| 21  | 22 | 23 | 24 | 25 | 26 | 27 |
| 28  | 29 | 30 |    |    |    |    |
|     |    |    |    |    |    |    |

| 5月 |    |    |    |    |    |    |
| 日  | 月 | 火 | 水 | 木 | 金 | 土 |
|     |    |    | 1  | 2  | 3  | 4  |
| 5   | 6  | 7  | 8  | 9  | 10 | 11 |
| 12  | 13 | 14 | 15 | 16 | 17 | 18 |
| 19  | 20 | 21 | 22 | 23 | 24 | 25 |
| 26  | 27 | 28 | 29 | 30 | 31 |    |
|     |    |    |    |    |    |    |

| 6月 |    |    |    |    |    |    |
| 日  | 月 | 火 | 水 | 木 | 金 | 土 |
|     |    |    |    |    |    | 1  |
| 2   | 3  | 4  | 5  | 6  | 7  | 8  |
| 9   | 10 | 11 | 12 | 13 | 14 | 15 |
| 16  | 17 | 18 | 19 | 20 | 21 | 22 |
| 23  | 24 | 25 | 26 | 27 | 28 | 29 |
| 30  |    |    |    |    |    |    |
|     |    |    |    |    |    |    |

| 7月 |    |    |    |    |    |    |
| 日  | 月 | 火 | 水 | 木 | 金 | 土 |
|     | 1  | 2  | 3  | 4  | 5  | 6  |
| 7   | 8  | 9  | 10 | 11 | 12 | 13 |
| 14  | 15 | 16 | 17 | 18 | 19 | 20 |
| 21  | 22 | 23 | 24 | 25 | 26 | 27 |
| 28  | 29 | 30 | 31 |    |    |    |
|     |    |    |    |    |    |    |

| 8月 |    |    |    |    |    |    |
| 日  | 月 | 火 | 水 | 木 | 金 | 土 |
|     |    |    |    | 1  | 2  | 3  |
| 4   | 5  | 6  | 7  | 8  | 9  | 10 |
| 11  | 12 | 13 | 14 | 15 | 16 | 17 |
| 18  | 19 | 20 | 21 | 22 | 23 | 24 |
| 25  | 26 | 27 | 28 | 29 | 30 | 31 |
|     |    |    |    |    |    |    |

| 9月 |    |    |    |    |    |    |
| 日  | 月 | 火 | 水 | 木 | 金 | 土 |
| 1   | 2  | 3  | 4  | 5  | 6  | 7  |
| 8   | 9  | 10 | 11 | 12 | 13 | 14 |
| 15  | 16 | 17 | 18 | 19 | 20 | 21 |
| 22  | 23 | 24 | 25 | 26 | 27 | 28 |
| 29  | 30 |    |    |    |    |    |
|     |    |    |    |    |    |    |

| 10月 |    |    |    |    |    |    |
| 日   | 月 | 火 | 水 | 木 | 金 | 土 |
|      |    | 1  | 2  | 3  | 4  | 5  |
| 6    | 7  | 8  | 9  | 10 | 11 | 12 |
| 13   | 14 | 15 | 16 | 17 | 18 | 19 |
| 20   | 21 | 22 | 23 | 24 | 25 | 26 |
| 27   | 28 | 29 | 30 | 31 |    |    |
|      |    |    |    |    |    |    |

| 11月 |    |    |    |    |    |    |
| 日   | 月 | 火 | 水 | 木 | 金 | 土 |
|      |    |    |    |    | 1  | 2  |
| 3    | 4  | 5  | 6  | 7  | 8  | 9  |
| 10   | 11 | 12 | 13 | 14 | 15 | 16 |
| 17   | 18 | 19 | 20 | 21 | 22 | 23 |
| 24   | 25 | 26 | 27 | 28 | 29 | 30 |
|      |    |    |    |    |    |    |

| 12月 |    |    |    |    |    |    |
| 日   | 月 | 火 | 水 | 木 | 金 | 土 |
| 1    | 2  | 3  | 4  | 5  | 6  | 7  |
| 8    | 9  | 10 | 11 | 12 | 13 | 14 |
| 15   | 16 | 17 | 18 | 19 | 20 | 21 |
| 22   | 23 | 24 | 25 | 26 | 27 | 28 |
| 29   | 30 | 31 |    |    |    |    |
|      |    |    |    |    |    |    |

## 在職者
- 天皇: 明仁
- 内閣総理大臣: 村山富市（日本社会党）、1月11日より橋本龍太郎（自由民主党）
- 内閣官房長官: 野坂浩賢（日本社会党）、梶山静六（自由民主党）
- 最高裁判所長官: 三好達
- 衆議院議長: 土井たか子（日本社会党）、11月7日より伊藤宗一郎（自由民主党）
- 参議院議長: 斎藤十朗（自由民主党）
- 国会:
  - 第135回 (臨時会, 1月11日-13日)
  - 第136回 (常会, 1月22日-6月19日)
  - 第137回 (臨時会, 9月27日)
  - 第138回 (特別会, 11月7日-11月12日)
  - 第139回 (臨時会, 11月29日-12月18日)

## 世相
- 日本国内のウェブサイトが増加。1996年3月から翌1997年3月までの一年間に推定8.76倍増加した。
- ポケットモンスター 赤・緑（任天堂）やたまごっち（バンダイ）といったゲームが発売され、ヒットする。
- 歌手安室奈美恵のファッションを真似たアムラーが出現する。
- 女子高生にミニスカートやルーズソックスが流行する。
- 女子高生の援助交際が社会問題化する。『援助交際 - 女子中高生の危険な放課後』（黒沼克史）がヒットし、流行語大賞にもノミネートされた。

### 1996年の流行語
「自分で自分をほめたい」（有森裕子）、「友愛 / 排除の論理」（鳩山由紀夫）、「メークドラマ」（長嶋茂雄）が新語・流行語大賞の年間大賞を受賞した（その他の受賞語は後節「#流行語」も参照）。

### 1996年の漢字
「食」・・・O157による集団食中毒が多発して、学校の給食などにも影響した事から。

### 周年
以下に、過去の主な出来事からの区切りの良い年数（周年）を記す。
- 1月1日
  - ちびまる子ちゃん生誕10周年。
  - 「サッポロ一番」シリーズ（サンヨー食品）発売開始30周年。
- 1月2日 - ウルトラシリーズ誕生30周年。
- 1月15日 - 中日ドラゴンズ球団創設60周年。
- 2月4日 - 全日空羽田沖墜落事故から30周年（発生当時世界最悪の航空事故）。
- 2月23日 - 東京中日スポーツ創刊40周年。
- 2月26日 - 二・二六事件から60周年。
- 3月6日 - 日刊スポーツ創刊50周年。
- 4月1日 - 田端駅開業100周年。
- 4月3日 - 仮面ライダーシリーズ生誕25周年。
- 4月22日 - サザエさん生誕50周年。
- 5月27日 - ドラゴンクエストシリーズ発売開始10周年。
- 8月22日 - 伊藤園創業30周年。
- 9月1日 - 民間放送ラジオ開始45周年[注 1]。
- 11月28日 - 週刊漫画TIMES（芳文社）創刊40周年。
- 12月25日 - 大正天皇崩御と昭和が始まって70周年。

## できごと

### 通年
- この年、病原性大腸菌食中毒が多発。発生件数87件、患者数10,332を数える（厚生労働省食中毒監視統計による）。
- 携帯電話・PHSの契約者数が急増する。

### 1月
- 1月 - 東芝サッカー部が札幌市に移転。

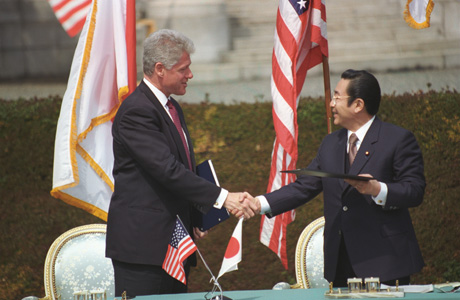
橋本龍太郎が第82代日本国首相に就任（1月11日、アメリカ合衆国大統領ビル・クリントンと、1996年4月17日撮影）

- 1月1日 - ダイエー、イトーヨーカ堂などの大手スーパーマーケットが元日の営業を開始。
- 1月5日 - 村山富市首相、退陣を表明[1]。
- 1月7日 - 茨城県つくば市およびその周辺の牛久市・茎崎町に隕石が落下。
- 1月8日 - 日本テレビ、人気アニメ『名探偵コナン』（読売テレビ制作）が放送開始。
- 1月11日
  - 村山内閣が総辞職し、橋本龍太郎が第82代内閣総理大臣に就任。第1次橋本内閣が発足[1]。
  - NASAのスペースシャトル「エンデバー」が打ち上げ、若田光一が日本人初の搭乗運用技術者として乗船する。
- 1月19日 - 日本社会党が党名を社会民主党（社民党）に改称する[1]。

### 2月
- 2月1日 - ロッテが「シュガーレスチョコレートゼロ」を発売。
- 2月2日 - 大和銀行がニューヨーク支店巨額損失事件によりFRBから命令を受け米国から撤退。
- 2月10日 - 北海道の豊浜トンネルで岩盤崩落、乗用車や路線バスが下敷きになり20人死亡。
- 2月12日
  - 兵庫県美嚢郡吉川町（現在の三木市）の県立高校に通う小野市在住の男子生徒が同級生を殺害。加害者の男子生徒は日頃この男子生徒から、ポケベルに誹謗中傷するような文章を送られるなどのいじめを受けていた。
  - 『竜馬がゆく』『坂の上の雲』などで知られる小説家の司馬遼太郎が死去。
- 2月14日 - 羽生善治が王将戦において谷川浩司王将を破り、史上初、将棋のタイトル七冠独占を達成[2]。
- 2月16日 - 菅直人厚相、薬害エイズ事件で血友病患者に直接謝罪。
- 2月19日 - 天野建山梨県知事が地方病 (日本住血吸虫症)の終息を宣言。これにより日本住血吸虫症が終息。
- 2月21日 - 本田技研工業が「オルティア」を発表（3月には「インテグラSJ」、「パートナー」を発売）。
- 2月26日 - 法制審議会、民法の一部を改正する法律案要綱を法相に答申。以後、国会で選択的夫婦別姓制度導入の是非がたびたび議論されるようになる。
- 2月27日 - 任天堂「ポケットモンスター 赤・緑」発売。翌年以降からアニメなどのメディアミックスにより長期的ブームとなりロールプレイングゲームにおいて、販売本数世界一を記録した。

### 3月
- 3月 - コンサドーレ札幌が設立。

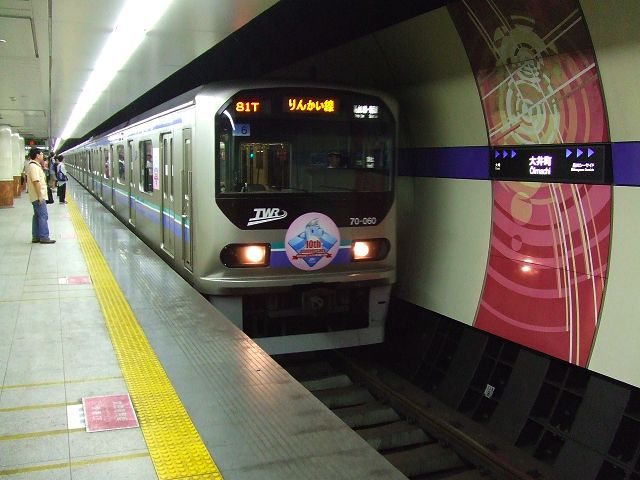
東京臨海高速鉄道りんかい線新木場駅〜東京テレポート駅部分開業（3月30日）

- 3月1日 - ソニーが電子ブックプレーヤー「DD-2001」を発売。
- 3月13日 - 大阪地検特捜部など、木津信用組合を背任などで捜査。
- 3月14日 - 薬害エイズ裁判でミドリ十字が責任認めて謝罪。
- 3月16日 - JRグループでダイヤ改正を実施。
  - 埼京線新宿駅 - 恵比寿駅間延長。
  - 鶴見線武蔵白石駅の大川支線ホームが撤去され、大川支線の電車は武蔵白石駅を通過し鶴見駅 - 大川駅間の直通となる。これにより、首都圏最後の営業用旧形国電であったクモハ12形が引退。
  - 京都府北部の山陰本線園部駅 - 綾部駅間および北近畿タンゴ鉄道福知山駅 - 天橋立駅間が電化され、気動車特急「あさしお」・急行「丹後」が消滅し電車特急「きのさき」・「たんば」・「はしだて」・「文殊」が運行開始。
  - 「大垣夜行」の通称で親しまれていた東京駅 - 大垣駅間の夜行普通列車を快速「ムーンライトながら」に置換え。
- 3月24日 - マレーシア・シャー・アラム・スタジアムで行われたアトランタオリンピック男子サッカーアジア最終予選で、U-23サッカー日本代表がU-23サッカーサウジアラビア代表を2-1で破り、同競技においてメキシコオリンピック以来28年ぶりのオリンピック出場権獲得。
- 3月25日 - TBSがオウム真理教に坂本弁護士のビデオテープを見せたことを認める。
- 3月26日
  - 営団地下鉄南北線四ツ谷駅 - 駒込駅間延伸開業。
  - 第78回選抜高等学校野球大会が阪神甲子園球場で開幕。
- 3月28日 - 神戸電鉄公園都市線フラワータウン駅 - ウッディタウン中央駅間延伸開業。
- 3月29日 - 太平洋銀行破綻。
- 3月30日
  - 主にJR東日本管内においてダイヤ改正を実施。
    - 秋田新幹線工事のため田沢湖線が休止。これにより、東北新幹線に接続して盛岡駅 - 秋田駅間を運行する特急「たざわ」も休止となったため、代替として北上駅 - 秋田駅間を北上線経由で運行する特急「秋田リレー」を新設。
    - 東北本線盛岡駅 - 青森駅間に運行されていた50系客車使用の普通列車が701系電車に置き換えられ、東北地方のJR線から「レッドトレイン」が完全に消滅。これによりレッドトレインが運行されるのは九州の筑豊本線・久大本線（一部鹿児島本線に乗り入れ）のみとなった。

  - 東京臨海高速鉄道りんかい線（新木場駅 - 東京テレポート駅）開業。

### 4月
- 4月1日

東京三菱銀行発足（4月1日）

「Yahoo! JAPAN」サービス開始（4月1日）

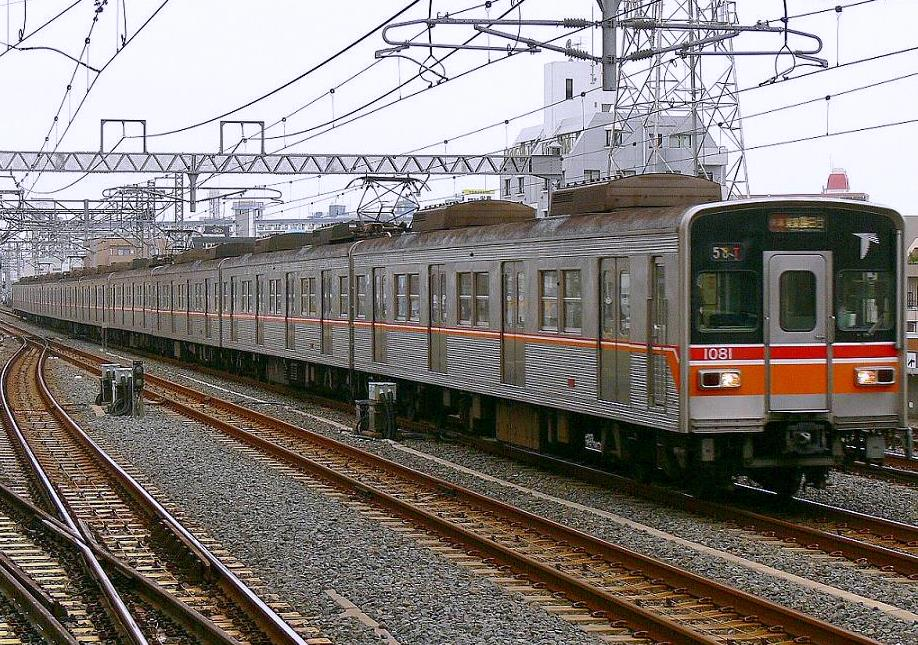
東葉高速線開業（4月27日）

  - 東京ビッグサイト（東京国際展示場）が開場。
  - 東京三菱銀行発足。
  - 国内初の商用検索サイト「Yahoo! JAPAN」がサービスを開始。同日、日本初のインターネット株取引（オンライントレード）を大和証券が開始。
  - 日本の宇都宮市、新潟市、富山市、金沢市、岐阜市、静岡市、浜松市、堺市、姫路市、岡山市、熊本市、鹿児島市の12市が初の中核市となる[2]。千葉県印西市、埼玉県吉川市が市制施行。
  - 「らい予防法の廃止に関する法律」が施行。
  - InterFMが開局。
  - テレビ朝日 『ワイド!スクランブル』放送開始。
- 4月5日 - 第68回選抜高等学校野球大会の決勝戦が阪神甲子園球場で行われ、鹿児島県の鹿児島実が和歌山県の智弁和歌山に6対3で勝利し、初優勝。
- 4月11日 - 池袋駅構内大学生殺人事件。
- 4月12日 - 米軍普天間飛行場の全面返還で日米合意。
- 4月15日 - 東京ディズニーランドに『トゥーンタウン』オープン。
- 4月16日 - コンサドーレ札幌を運営する北海道フットボールクラブ(HFC)が札幌市に拠点を置く。
- 4月20日 - 福岡市に複合商業施設「キャナルシティ博多」がオープン。
- 4月23日 - 立山黒部貫光無軌条電車線が開業。
- 4月24日 - オウム真理教（現：Aleph）元教祖の麻原彰晃（松本智津夫）被告の初公判が東京地裁で開かれる。傍聴希望者は12,292人に上る。
- 4月27日
  - 東葉高速鉄道東葉高速線西船橋駅〜東葉勝田台駅間が開業
  - 長野県更埴市（現：千曲市）で起きた山火事の取材で飛行していた長野放送とテレビ信州のヘリコプターが接触して墜落、パイロット2人と報道関係者4人の全員が死亡。
- 4月30日 - TBSがビデオ問題の検証番組『証言・坂本弁護士テープ問題から6年半』を放送。同日、同社社長の磯崎洋三が同問題で引責辞任、後任は砂原幸雄が就任。

### 5月
- 5月8日 - 本田技研工業がクリエイティブ・ムーバーシリーズの第3弾として「ステップワゴン」を発売（11月22日には姉妹車として「S-MX」も発売）。
- 5月9日 - 日生球場での最後のプロ野球公式戦となる近鉄対ダイエー戦が行われる。試合は3-2で近鉄が勝利するが、試合終了後、試合に負けたダイエーの選手・王貞治監督の乗ったバスにファンが生卵を投げつける事件が発生[3]。
- 5月13日 - トヨタ自動車が「イプサム」を発売。
- 5月20日 - 日産自動車が「ウイングロード」を発売。
- 5月31日 - 2002 FIFAワールドカップにおける日本と韓国の共同開催が決定[2]。
- 某日不明 - 当時SMAPのメンバーだった森且行がオートレース選手に転身する為、1996年5月いっぱいでSMAPを脱退。

### 6月
- 6月6日 - 太平洋銀行の受け皿会社としてわかしお銀行設立。
- 6月8日 - 中国が核実験。広島市の平岡敬市長が抗議文を送る。
- 6月13日 - 福岡空港でガルーダ・インドネシア航空機が離陸に失敗。3人が死亡、109人が負傷。
- 6月21日 - 沖縄県名護市内で帰宅途中の女子中学生が2人組の男に拉致され行方不明になり、翌1997年1月に国頭郡国頭村の山中にて遺体で発見される。
- 6月25日 - JR高山本線で特急「ひだ15号」が落石に衝突して脱線。16人負傷。

### 7月
- 7月1日
  - 塩事業センター設立（日本たばこ産業の塩事業を継承）。
  - ニチイがマイカルに社名変更。
- 7月2日 - 市川一家4人殺害事件: 東京高裁（神田忠治裁判長）は、第一審（千葉地裁：1994年8月）で死刑判決を言い渡されていた被告人の男（犯行時19歳）による控訴を棄却し、原判決が科した死刑の量刑を追認する判決を宣告した[4]。この被告人は2001年12月に最高裁で死刑が確定[5]、2017年12月に東京拘置所で死刑を執行された[6]。
- 7月7日
  - 群馬県太田市のパチンコ店で両親とともに来店した4歳の女児が失踪。現在も未発見である。
  - 原宿の歩行者天国の試験中止実験がこの日から始まる。1997年7月に歩行者天国は再開されるが、1998年8月30日をもって廃止される。
- 7月11日
  - 公安調査庁、公安審査委員会にオウム真理教の解散を請求。
  - 死刑囚（死刑確定者）3人の死刑が執行される。同日に死刑を執行された死刑囚は、東京拘置所に収監されていた死刑囚1人と、北九州市病院長殺害事件の死刑囚2人（福岡拘置所在監）。橋本政権および長尾立子法務大臣の下では初の死刑執行[7]。
- 7月13日 - 大阪府堺市で腸管出血性大腸菌O157による集団食中毒が発生。学校給食が原因で、患者数 9,523 名、学童3名が死亡する。厚生省は7月31日、伝染病に指定。
- 7月18日 - 宮崎空港線が開業し、宮崎空港への鉄道アクセスが導入される。
- 7月19日 - 佐賀県西松浦郡有田町・西有田町で「世界・焱の博覧会」が開催（10月13日まで）。
- 7月20日-8月4日 - アトランタオリンピック開催。日本は金3、銀6、銅5のメダル獲得。
  - 期間中の7月28日に女子マラソン競技で有森裕子が銅メダルを獲得。この後のインタビューで発した「自分で自分をほめたい」が流行語大賞となる。
- 7月20日 - この日から海の日施行。
- 7月26日 - 住宅金融専門会社7社を統合した、住宅金融債権管理機構が発足。初代社長に中坊公平が就任。

### 8月

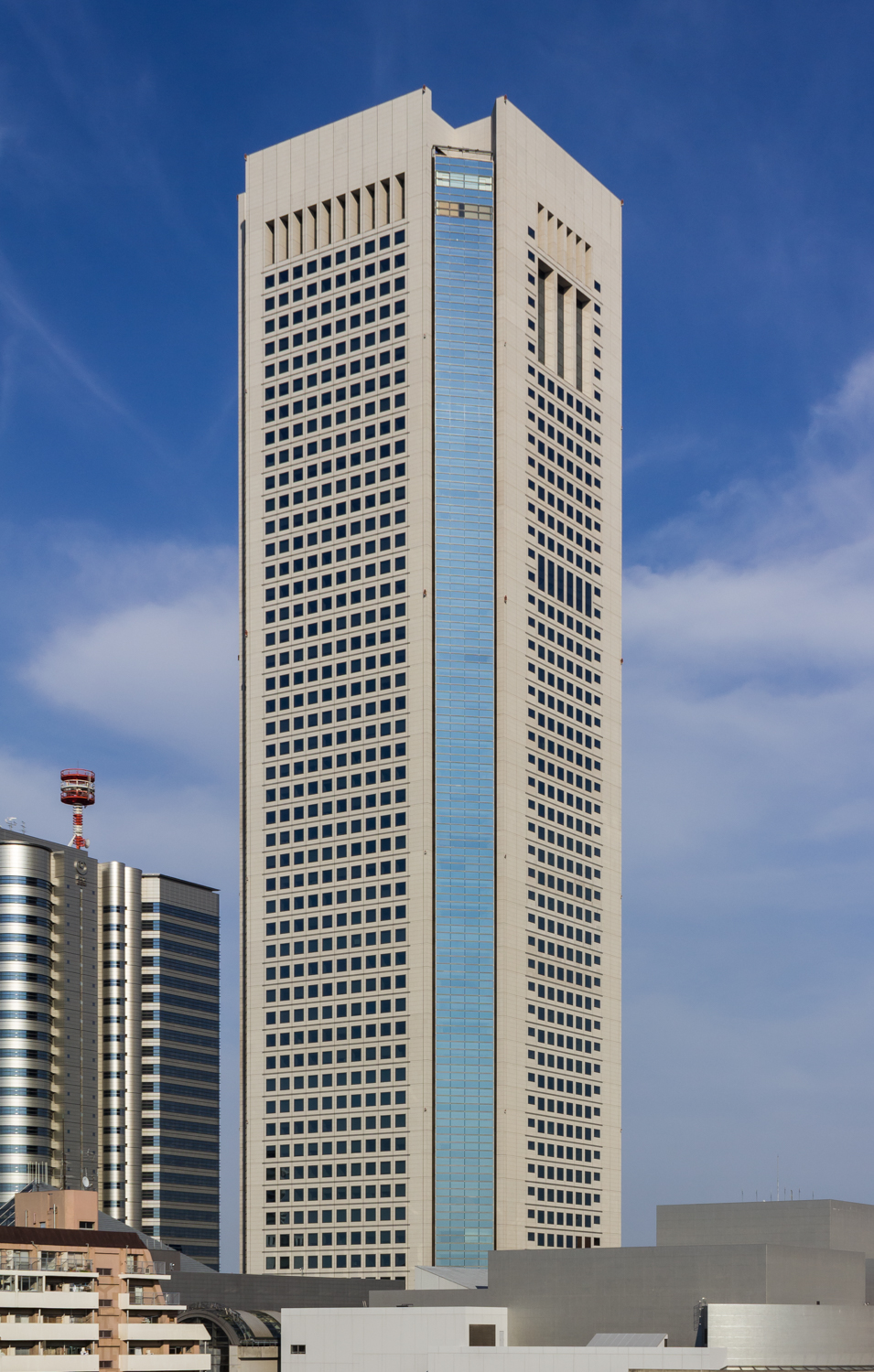
東京オペラシティ竣工（8月8日）

- 8月3日・4日 - コミックマーケットがそれまでの東京国際見本市会場（晴海）から東京国際展示場（東京ビッグサイト）に変更され、新会場で初となる「コミックマーケット50」が開催される。総参加者数35万人。
- 8月8日
  - 東京・西新宿に東京オペラシティが完成。
  - 第78回全国高等学校野球選手権大会が甲子園で開幕。
- 8月14日 - 橋本龍太郎首相が従軍慰安婦問題でフィリピンに謝罪。
- 8月21日 - 第78回全国高等学校野球選手権大会の決勝が阪神甲子園球場で行われ愛媛・松山商業高校が熊本工業高校との決勝戦延長11回の激闘を制し引き分け再試合となった1969年夏（第51回）以来27年ぶり5回目の優勝。
- 8月29日 - 薬害エイズ事件で東京地検が安部英元帝京大学副学長を逮捕[2]。

### 9月
- 9月3日 - 8月4日に死去した渥美清に国民栄誉賞が贈られる。
- 9月9日 - 東京都葛飾区柴又で火災が発生し焼け跡から21歳の女子大生が殺害されているのが発見される。
- 9月14日 - 広島県佐伯郡湯来町（現：広島市佐伯区湯来町）で32歳の女性が殺害されているのが発見された。同事件の犯人であるタクシー運転手の男（9月21日に逮捕）はこの女性を含め、同年4月から5か月間に女性計4人を殺害していたことが判明した。（広島タクシー運転手連続殺人事件）
- 9月17日 - ロサンゼルス・ドジャースの野茂英雄が対コロラド・ロッキーズ戦で日本人初の大リーグでのノーヒットノーランを達成。
- 9月23日
  - オリックスが地元グリーンスタジアム神戸の対日本ハム戦でイチローのサヨナラ安打により勝利し、2年連続パ・リーグ優勝を決める。
  - 『ドラえもん』などで知られる漫画家の藤子・F・不二雄が死去。
- 9月26日 - 母体保護法が施行される（旧優生保護法の改正・改称）。
- 9月28日 - 民主党結成、代表人は菅直人・鳩山由紀夫[1]。
- 9月29日 - 兵庫県美方郡村岡町で乗用車など3台が絡む事故が発生し、11人が死亡。
- 9月30日 - 兵庫県南部地震により倒壊する被害を受けた阪神高速3号神戸線が全面復旧。

### 10月
- 10月1日
  - 岩手朝日テレビが開局。テレビ朝日系列が24局体制となる。
  - 日本デジタル放送サービス（現：スカパーJSAT）により、DVB-S方式によるCSデジタル放送「パーフェクTV!」（現：スカパー!プレミアムサービス）開始[8]。
- 10月4日
  - 薬害エイズ事件で松村明仁元厚生省生物製剤課長逮捕[8]。
  - 本田技研工業が「ロゴ」を発売（最初は3ドア、11月1日には5ドアを発売）。
  - 大手百貨店・髙島屋が新宿南口にタカシマヤタイムズスクエアを開業。「新宿デパート戦争」が激しさを増す。
- 10月6日 - 読売ジャイアンツ（巨人）が対中日ドラゴンズ戦（ナゴヤ球場）に勝利し、広島東洋カープとの最大11.5ゲーム差を逆転して2年ぶりセ・リーグ優勝（メークドラマ）。この試合がナゴヤ球場における最後の日本プロ野球公式戦となった。
- 10月8日 - シャープが加湿＆換気機能を追加した「エアコン5空」を発売。
- 10月17日 - 宮崎県北方町で45歳の男性がトラブルから近所の知人男性を猟銃で射殺し、さらに銃を乱射しながら車で約60kmにわたり逃走。約6時間半後に川南町で逮捕される[9][10]。
- 10月19日 - フジテレビ系列にて「めちゃ×2イケてるッ！」放送開始
- 10月20日 - 第41回衆議院議員総選挙[1]。小選挙区比例代表並立制が採用された初の選挙。
- 10月24日 - 日本シリーズでオリックスが巨人を4勝1敗で下し、地元神戸でオリックスとして初めての日本一（前身の阪急時代以来19年ぶり4度目）。
- 10月30日 - 御嵩町長襲撃事件

### 11月
- 11月7日 - 第2次橋本内閣が発足[11]。
- 11月21日
  - 雌阿寒岳（北海道）が噴火。
  - 阪和銀行が経営破綻。戦後初めて預金の払い戻し以外の業務停止命令を受ける事態となった。
- 11月23日 - バンダイが携帯ゲーム機「たまごっち」を発売。
- 11月24日 - 西武ライオンズからFA宣言した清原和博選手の巨人入りが決定。
- 11月26日 - 大分自動車道が全線開通。

### 12月

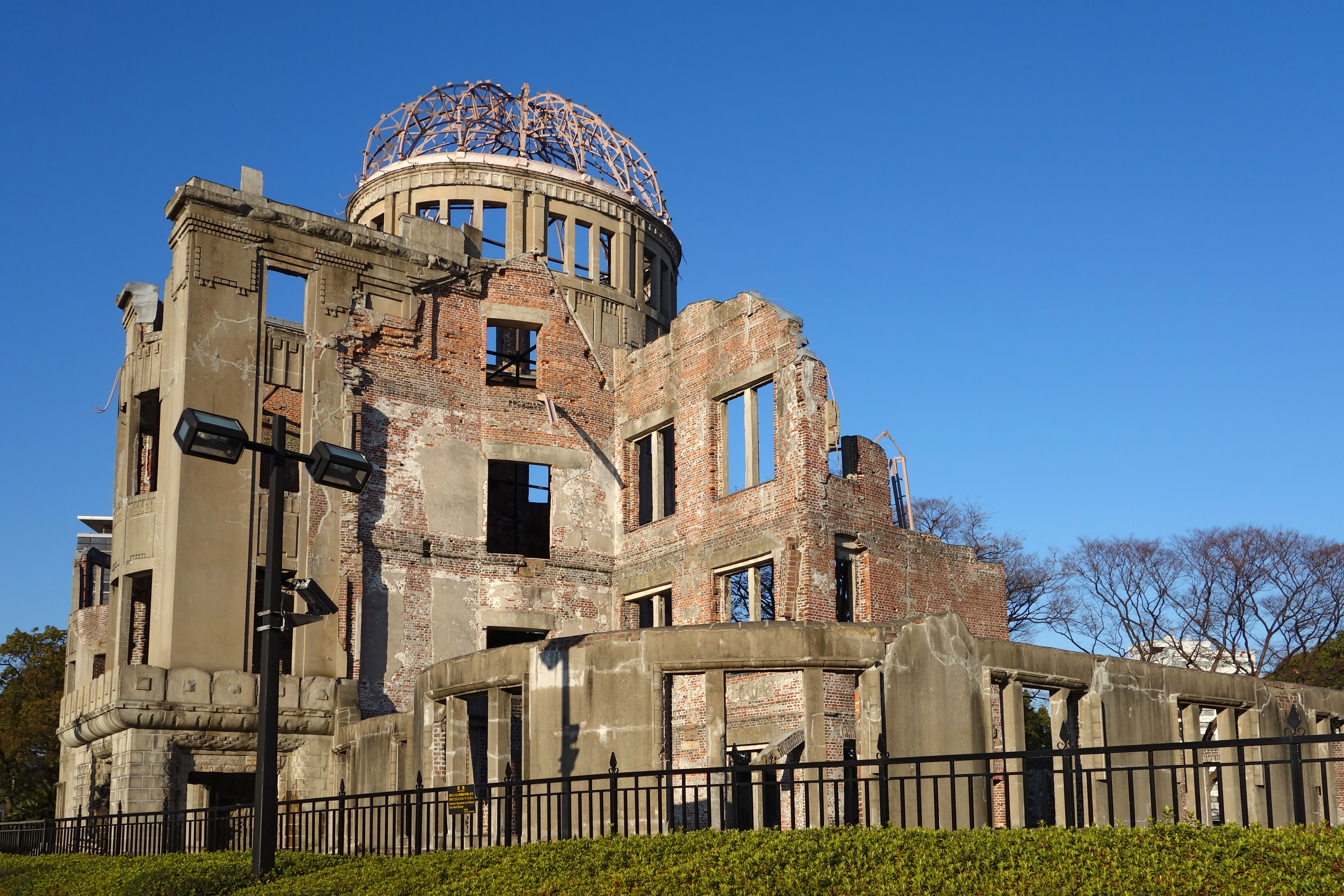
原爆ドームが世界遺産に（12月5日）

- 12月1日 - 京王帝都電鉄の5000系（初代）電車がこの日行われたさよなら運転を最後に引退。
- 12月3日 - 1年半以上逃亡を続けていた地下鉄サリン事件実行犯の林泰男が潜伏先の沖縄県・石垣島で逮捕される。
- 12月5日 - 広島県の原爆ドームと厳島神社が世界遺産に登録される[8]。
- 12月6日 - 長野県小谷村・新潟県糸魚川市境界部の蒲原沢で土石流災害が発生。7.11水害の復旧工事に従事していた14人が死亡。
- 12月11日 - 大阪市営地下鉄長堀鶴見緑地線の心斎橋駅 - 京橋駅間が開業。
- 12月16日
  - トヨタ自動車が「カムリグラシア」を発売。
  - 名古屋アベック殺人事件: 名古屋高裁（松本光雄裁判長）で、2被告人の控訴審判決公判。同高裁は被告人2人の控訴を容れて原判決（名古屋地裁：1989年6月）を破棄自判し、事件当時19歳の少年だった主犯格の被告人（第一審判決の量刑：死刑）は無期懲役、当時20歳だった男の被告人（第一審の量刑：懲役17年）は被害者2人のうち1人の殺害を無罪と認定して懲役13年とする判決をそれぞれ宣告した[12]。その後、名古屋高検は上告を断念、1997年1月に2被告人の懲役刑が確定した[13]。
- 12月17日 - 在ペルー日本大使公邸占拠事件発生、翌年4月22日解決[14]。
- 12月26日 - 新進党・羽田孜元首相が離党。「太陽党」を結成[14]。

## 社会

### 教育
- 生きる力を育てる教育の推進

## 天候・天災・観測等
- 1月9日-1月10日 - 低気圧が北海道付近で猛烈に発達。北海道を中心に大荒れ。岐阜市で42年ぶりの積雪48cm
- 1月下旬 - 2月上旬 - 日本海側で10年ぶりの大雪。
- 4月上旬 - 記録的な寒波。大阪などの都市で降雪を観測する。
- 7月18日 - 台風6号が九州に上陸。
- 8月14日 - 台風12号が九州に上陸。
- 9月22日 - 台風17号が関東地方に接近。

### 冬季
冬（1995年12月 - 1996年2月）は強い寒波の流れ込みが多く、東・西日本、南西諸島で寒冬となり、北日本は平年並みの寒さだった。前年12月と1月下旬から2月にかけては強い寒波に見舞われ、日本海側では10年ぶりの大雪となった。特に西日本の寒さは厳しく、1986年以来10年ぶりの低温で1990年代唯一の寒冬となった。

### 春季
春（3月 - 5月）は冬に引き続き低温で、特に4月は季節はずれの寒波の影響で、日本海側の各都市で積雪を観測した他、西日本の大阪市、松江市でも雪を観測するなど近年としては珍しい寒春であった。

### 夏季
夏（6月 - 8月）は西日本以西では高温となったが、北日本では3年ぶりに冷夏となった。また7月下旬と8月14日に台風の上陸があった。

### 秋季
秋（9月 - 11月）はほぼ平年並みの気温で推移し、残暑は続かなかった。

## 文化と芸術

### 流行
- コギャルブームに火が付き、1999年ごろまで継続する。
- 1994年頃から爆発的に普及が進んだポケベルの利用者数が過去最多となる。女子高生のコミュニケーション・ツールとして受容され、公衆電話に長蛇の列ができるといった光景が見られた。
- 前年から続くプリクラブーム。
- 日本テレビ系のクイズ番組の『マジカル頭脳パワー!!』から登場した、「マジカルバナナ」大人気。→その後、関連グッズが発売される。
- 第二次ミニ四駆ブーム - 『爆走兄弟レッツ&ゴー!!』のアニメ化に伴ったもの。

#### 流行語
- 新語・流行語大賞
  - 大賞 - 「自分で自分をほめたい」（アスリート・有森裕子）、「友愛 / 排除の論理」（政治家・鳩山由紀夫）、「メークドラマ」（長嶋茂雄）
  - トップテン - 援助交際、ルーズソックス、「チョベリバ / チョベリグ」、「閉塞感（打開）」（沖縄）、「アムラー」（安室奈美恵ファッション）、「ガンと闘うな（「がん」もどき理論）」（近藤誠慶應義塾大学医学部助手の主張）、不作為責任（薬害エイズ事件）

#### ファッション
- コギャルブームに火が付く。またそれに伴ったルーズソックスブームが1999年頃まで継続。
- 女性がストッキングをつけない「ナマ足」が流行。
- アムラーの流行によってヘアカラーやシャギーをいれることが一般化。
- PUFFYのようなだぼだぼの着崩したパンツルックの女性が増加する。
- ナイキブーム。
- セレクトショップ急増。
- シャドー系の化粧が流行。

### 出版
ベストセラー
- 渡辺淳一『失楽園』
- 野口悠紀雄『「超」勉強法』

#### 文学
- 芥川賞
  - 第115回（1996年上半期） - 川上弘美 『蛇を踏む』
  - 第116回（1996年下半期） - 辻仁成 『海峡の光』、柳美里 『家族シネマ』
- 直木賞
  - 第115回（1996年上半期） - 乃南アサ『凍える牙』
  - 第116回（1996年下半期） - 坂東眞砂子『山妣』

### 音楽
- 安室奈美恵、シングル「Don't wanna cry」（3月13日）、「You're my sunshine」（6月5日）、「a walk in the park」（11月27日）がミリオンヒット。
- スピッツ、シングル「空も飛べるはず」（1994年4月25日）、「チェリー」（4月10日）がミリオンヒット。空も飛べるはずは、1996年1月からフジテレビのテレビドラマ「白線流し」の主題歌として起用されたことでスピッツのシングル初のオリコン1位を獲得。
- 1月1日 - globe、シングル「DEPARTURES」発売。ダブルミリオンヒット。
- 2月1日 - フィッシュマンズ、アルバム「空中キャンプ」発売。同アルバムに「ナイトクルージング」収録。
- 2月1日 - 鈴木雅之・菊池桃子、シングル「渋谷で5時」発売
- 2月5日 - Mr.Children、シングル「名もなき詩」発売。ダブルミリオンヒット。
- 2月7日 - ウルフルズ、シングル「バンザイ 〜好きでよかった〜」発売。
- 2月19日 - JUDY AND MARY、シングル「そばかす」発売。フジテレビ系アニメ「るろうに剣心 -明治剣客浪漫譚-」初代オープニングテーマ。
- 2月29日 - THE YELLOW MONKEY、シングル「JAM/Tactics」発売
- 3月6日 - 華原朋美、シングル「I'm proud」発売
- 4月22日 - 松田聖子、シングル「あなたに逢いたくて〜Missing You〜/明日へと駆け出してゆこう」発売
- 4月24日 - 坂本真綾、シングル「約束はいらない」でデビュー
- 4月24日 - シャ乱Q、シングル「いいわけ」発売
- 5月13日 - 久保田利伸with NAOMI CAMPBELL、シングル「LA・LA・LA LOVE SONG」発売
- 5月13日 - PUFFY、シングル「アジアの純真」でデビュー。10月7日には「これが私の生きる道」発売。ともにミリオンヒット。
- 5月13日 - T.M.Revolution、シングル「独裁 -monopolize-」でデビュー
- 5月20日 - サザンオールスターズ、シングル「愛の言霊 〜Spiritual Message〜」発売
- 5月22日 - BUDDHA BRAND、シングル「人間発電所」発売
- 6月21日 - 奥田民生、シングル「イージュー★ライダー」発売
- 6月21日 - UA、シングル「情熱」発売
- 6月21日 - the pillows、シングル「ストレンジ カメレオン」発売
- 7月7日 - 日本で初めて大会場で開催されたヒップホップイベント、「さんピンCAMP」開催
- 7月8日 - 大黒摩季、シングル「熱くなれ」発売。NHKアトランタオリンピック放送テーマソング。
- 7月15日 - T.M.Revolution、シングル「臍淑女 -ヴィーナス-」発売
- 7月21日 - 玉置浩二、シングル「田園」発売
- 7月22日 - YEN TOWN BAND、シングル「Swallowtail Butterfly 〜あいのうた〜」発売。映画「スワロウテイル」主題歌。
- 8月5日 - SPEED、シングル「Body & Soul」でデビュー
- 8月7日 - Every Little Thing、シングル「Feel My Heart」でデビュー
- 9月1日 - かせきさいだぁ、アルバム「かせきさいだぁ≡」でデビュー。同アルバムに「じゃっ夏なんで」収録。
- 9月4日 - ポケットビスケッツ、シングル「YELLOW YELLOW HAPPY」発売
- 9月9日 - スピッツ、シングル「渚」発売
- 10月7日 - 相川七瀬、シングル「恋心」発売
- 10月30日 - globe、シングル「Can't Stop Fallin' in Love」発売
- 11月4日 - 今井美樹、シングル「PRIDE」発売
- 11月11日 - T.M.Revolution、シングル「HEART OF SWORD 〜夜明け前〜」発売。アニメ「るろうに剣心」のエンディング曲
- 11月18日 - GLAY、アルバム「BELOVED」発売
- 11月25日 - THE YELLOW MONKEY、シングル「楽園」発売
- 12月21日 - 猿岩石、シングル「白い雲のように」でデビュー
- 12月23日 - LUNA SEA活動休止

### 演劇
- 3月7日 - 演劇ユニット「TEAM NACS」結成[15]。

歌舞伎
宝塚歌劇団

### 映画
- 1月27日 - Shall we ダンス?（監督：周防正行）
- 3月9日 - (ハル)（監督：森田芳光）
- 3月9日 - 岸和田少年愚連隊（監督：井筒和幸）
- 3月9日 - ウルトラマンゼアス（監督：中島信也）
- 3月23日 - トキワ荘の青春（監督：市川準）
- 7月13日 - ガメラ2 レギオン襲来（監督：金子修介）
- 7月20日 - 学校の怪談2（監督：平山秀幸）
- 7月27日 - キッズ・リターン（監督：北野武）
- 8月3日 - ビリケン（監督：阪本順治）
- 9月14日 - スワロウテイル（監督：岩井俊二）
- 12月14日 - モスラ

### テレビ

#### テレビに関する話題
- TBSビデオ問題
- デジタル衛星放送「PerfecTV!」開局
- 岩手朝日テレビ開局（10月1日）

#### バラエティなど諸分野
- 3月25日 - 『愛ラブSMAP!』（テレビ東京系）が終了。
- 3月26日 - 『なるほど!ザ・ワールド』（フジテレビ系）が終了、15年の歴史に幕。
- 4月6日 - 『ズームイン!!サタデー』（日本テレビ系）、『メレンゲの気持ち』（日本テレビ系）、『王様のブランチ』（TBS）放送開始。
- 4月8日 -『天才てれびくん』の司会者がキャイ〜ンに交代。てれび戦士の新メンバーの内、生田斗真と前田亜季が加入（いずれも本年度と1997年度の2年間のみ）。
- 4月12日 - 『ウッチャンナンチャンのウリナリ!!』（日本テレビ系）放送開始。（2002年3月22日終了、レギュラー放送から特番化）
- 4月14日 - 『世界遺産』（後の、『THE世界遺産』）（TBS系）放送開始。
- 4月15日 - 『SMAP×SMAP』（関西テレビ・フジテレビ系）放送開始。
- 4月21日 - 『さんまのSUPERからくりTV』（TBS）放送開始（前番組『さんまのからくりTV』（1992年4月-1996年3月）を1時間に拡大）。
- 7月10日 -『出動!ミニスカポリス』 （テレビ東京系）放送開始。
- 7月13日 - 7月14日 - フジテレビ系『FNSの日10周年記念 1億2500万人の超夢リンピック』
- 9月25日 -『クイズ世界はSHOW by ショーバイ!!（新装開店!SHOW by ショーバイ!!2）』（日本テレビ系）放送終了。
- 10月6日 - 『天才・たけしの元気が出るテレビ!!』（日本テレビ系）放送終了。
- 10月9日 - 『水曜どうでしょう』（北海道テレビ放送）放送開始。（2002年9月25日放送休止。以後年数回のペースで新作放送・DVD全集発売。また各地で再編集版「水曜どうでしょうClassic」と再放送版「どうでしょうリターンズ」が放送中。）
- 10月15日 - 『うたばん』（TBS系）放送開始。
- 10月16日 - 『速報!歌の大辞テン!!』（日本テレビ系）放送開始（2005年3月放送終了）。
- 10月19日 - 『めちゃ×2イケてるッ!』（フジテレビ系）放送開始（2018年3月31日放送終了）。
- 10月19日 - 『LOVE LOVEあいしてる』（フジテレビ系）放送開始（2001年3月放送終了。その後現在放送中の「新堂本兄弟」へとつながっていく）。
- 10月27日 - 『特命リサーチ200X』（日本テレビ系）放送開始（2004年3月放送終了）。
- 11月2 - 3日 テレビ朝日系『熱血27時間 炎のチャレンジ宣言』

#### ドラマ
- NHK大河ドラマ
  - 『秀吉』
- NHK朝の連続テレビ小説
  - 『走らんか!』（1995年10月より本年の3月まで）
  - 『ひまわり』（4月 - 9月）
  - 『ふたりっ子』（10月より1997年3月まで）
- 1月 - 3月
  - 『古畑任三郎』（フジテレビ系）
  - 『味いちもんめ』（テレビ朝日系）
  - 『白線流し』（フジテレビ系）
  - 『ピュア』（フジテレビ系）
  - 『3年B組金八先生』第4シリーズ（TBS系）1995年10月から
  - 『リスキー・ゲーム』（TBS系）
  - 『キャンパスノート』 （TBS系）
  - 『愛とは決して後悔しないこと』（TBS系）
  - 『冠婚葬祭部長』（TBS系）
  - 『銀狼怪奇ファイル』（日本テレビ系）
- 4月 - 6月
  - 『イグアナの娘』（テレビ朝日系）
  - 『ロングバケーション』（フジテレビ系）
  - 『みにくいアヒルの子』（フジテレビ系）
  - 『竜馬におまかせ!』（日本テレビ系）
  - 『結婚しようよ』（TBS系）
  - 『若葉のころ』（TBS系）
  - 『君と出逢ってから』（TBS系）
  - 『その気になるまで』（TBS系）
  - 『透明人間』（日本テレビ系）
  - 『はぐれ刑事純情派』（テレビ朝日）
- 7月 - 9月
  - 『金田一少年の事件簿』（日本テレビ系）
  - 『翼をください』（フジテレビ系）
  - 『ナースのお仕事』（フジテレビ系）
  - 『コーチ』（フジテレビ系）
  - 『真昼の月』（TBS系）
  - 『硝子のかけらたち』（TBS系）
  - 『ふたりのシーソーゲーム』（TBS系）
  - 『闇のパープル・アイ』（テレビ朝日系）
- 10月 - 12月
  - 『続・星の金貨』（日本テレビ系）
  - 『おいしい関係』（フジテレビ系）
  - 『こんな私に誰がした』（フジテレビ系）
  - 『ドク』（フジテレビ系）
  - 『はみだし刑事情熱系』（テレビ朝日系）
  - 『義務と演技』（TBS系）
  - 『ひとり暮らし』（TBS系）
  - 『協奏曲』（TBS系）
  - 『Dear ウーマン』（TBS系）

#### 特撮
- 3月1日 - 『激走戦隊カーレンジャー』（テレビ朝日系、 - 1997年2月7日）スーパー戦隊シリーズ1位2位争う異色作。
- 3月3日 - 『ビーファイターカブト』（テレビ朝日系、 - 1997年2月16日）重甲ビーファイターの続編。
- 4月3日 - 『超光戦士シャンゼリオン』（テレビ東京系、 - 12月25日）東映特撮の金字塔の仮面ライダーシリーズが誕生してこの年で四半世紀を迎え、生誕25周年記念イヤー1996年に登場した異色のヒーローである。後に平成ライダーシリーズのスタッフもここに集う。
- 4月8日 - 『七星闘神ガイファード』（テレビ東京系、 - 9月30日）
- 9月7日 - 『ウルトラマンティガ』（毎日放送系、 - 1997年8月30日）16年間テレビ放送を休止していたウルトラマンシリーズの一時期の復活作である。

### アニメ
アニメーション映画
- 3月2日 - 『ドラえもん のび太と銀河超特急』（監督：芝山努）

テレビアニメ
- 1月7日 - 『ゲゲゲの鬼太郎（第4シリーズ）』放映開始。
- 1月8日 - 『バケツでごはん』、『名探偵コナン』、『爆走兄弟レッツ&ゴー!!』放映開始。
- 1月10日 - 『るろうに剣心 -明治剣客浪漫譚-』放映開始。
- 1月14日 - 『名犬ラッシー』放映開始。
- 2月3日 - 『勇者指令ダグオン』放映開始。
- 2月7日 - 『ドラゴンボールGT』放映開始。
- 3月9日 - 『みどりのマキバオー』、『美少女戦士セーラームーンセーラースターズ』（セーラームーンシリーズ5作目にして、TVシリーズ最終作）放映開始。
- 4月1日 - 『アイアンマン』放映開始。
- 4月2日 - 『あずきちゃん』、『天空のエスカフローネ』放映開始。
- 4月3日 - 『はじめ人間ゴン』、『キャッツアンドカンパニー』、『VS騎士ラムネ&40炎』（『NG騎士ラムネ&40』の続編）放映開始。
- 4月4日 - 『水色時代』、『シンデレラ物語』放映開始。
- 4月5日 - 『機動新世紀ガンダムX』、『こどものおもちゃ』、『スレイヤーズNEXT』、『快傑ゾロ』放映開始。
- 4月6日 - 『少年サンタの大冒険』、『ビート・エックス』放映開始。
- 4月9日 - 『アリス探偵局』（第2期）放映開始（第1期と同じく、『天才てれびくん』内で放映）。
- 4月13日 - 『地獄先生ぬ〜べ〜』放映開始。
- 4月19日 - 『いじわるばあさん』放映開始。
- 6月16日 - 『こちら葛飾区亀有公園前派出所』放映開始（2004年にレギュラー放送を終了し、その後は不定期のスペシャルとして放映されていた）。
- 7月1日 - 『ガンバリスト駿』放映開始。
- 7月11日 - 『赤ちゃんと僕』放映開始。
- 8月5日 - 『はりもぐハーリー』放映開始。
- 9月1日 - 『家なき子レミ』放映開始。
- 9月8日 - 『花より男子』放映開始。
- 10月1日 - 『セイバーマリオネットJ』、『機動戦艦ナデシコ』放映開始。
- 10月2日 - 『ハーメルンのバイオリン弾き』、『超者ライディーン』放映開始。
- 10月3日 - 『エルフを狩るモノたち』放映開始。
- 10月4日 - 『魔法少女プリティサミー』放映開始。
- 10月5日 - 『きこちゃんすまいる』、『逮捕しちゃうぞ』、『YAT安心!宇宙旅行』（第1期）放映開始。
- 10月6日 - 『わんころべえ』放映開始。
- なおこの頃から、テレビ東京以外のキー局のアニメ番組が減り始める。

OVA

### ゲーム

#### カードゲーム
- 7月 - マジック:ザ・ギャザリング世界選手権日本代表決定戦

#### コンピューターゲーム
アーケードゲーム
- 鉄拳2 バージョンB - 「ゲームマシン」誌 96年年間ベストヒットゲームズ25 ＴＶゲーム機ソフトウェア部門 第一位[16]
- バーチャコップ2 - 「ゲームマシン」誌 96年年間ベストヒットゲームズ25 完成品タイプのＴＶゲーム機 第一位[16]
- ジュラシックパーク（英語版） - 「ゲームマシン」誌 96年年間ベストヒットゲームズ25 フリッパー部門 第一位[16]
- プリント倶楽部 - 「ゲームマシン」誌 96年年間ベストヒットゲームズ25 その他アーケードゲーム機部門 第一位[16]

テレビゲーム

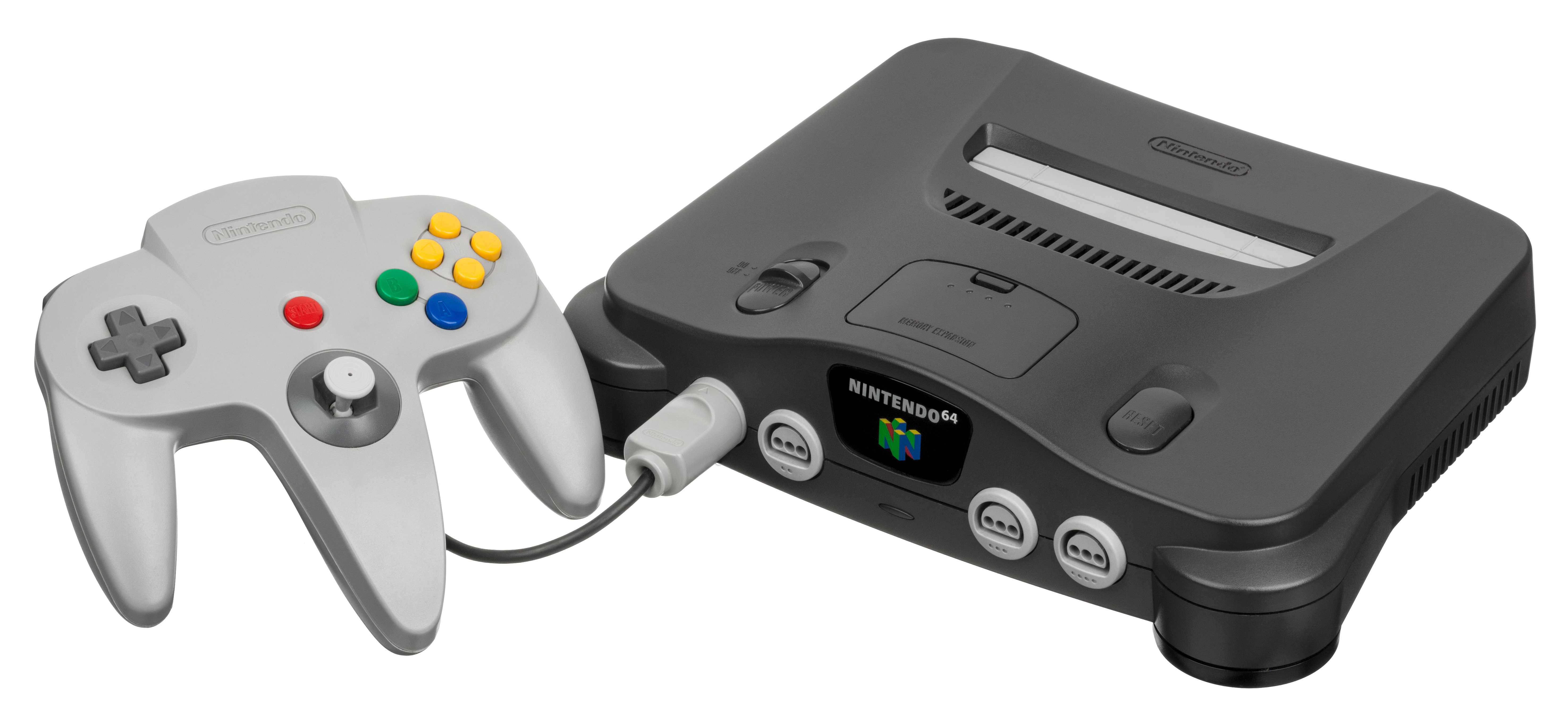
NINTENDO64（6月23日発売）

- 1月26日 - SNKがNEOGEO用ソフト『リアルバウト餓狼伝説』を発売。
- 3月9日 - 任天堂がスクウェアと共同制作したスーパーファミコン用ソフト『スーパーマリオRPG』を発売。最終的にミリオンセラーを達成。
- 3月15日 - アスキーがスーパーファミコン用ソフト『ダービースタリオン96』を発売。最終的にミリオンセラーを達成。
- 3月21日 - 任天堂がスーパーファミコン用ソフト『星のカービィ スーパーデラックス』を発売。最終的にミリオンセラーを達成。
- 3月22日 - カプコンがプレイステーション用ソフト『バイオハザード』を発売。口コミにより売上を伸ばしロングヒット、最終的にミリオンセラーを達成。
- 3月29日 - ナムコがプレイステーション用ソフト『鉄拳2』を発売。前作に続きミリオンセラーを達成。
- 4月26日 - ハドソンがスーパーファミコン用ソフト『スーパーボンバーマン4』を発売。
- 6月23日 - 任天堂が家庭用ゲーム機「NINTENDO 64」を発売。『スーパーマリオ64』が同時発売（最終的に約192万本を売り上げ、ミリオンセラー達成）。
- 7月12日 - SCEがプレイステーション用ソフト『ポポロクロイス物語』を発売（シリーズ第1作）。
- 8月2日 - スクウェアがプレイステーション用ソフト『TOBAL No.1』を発売。『ファイナルファンタジーVII』（翌年1月発売）の体験版ディスクを付属している。
- 11月1日 - SCEがプレイステーション用ソフト『アークザラッドII』を発売。前作のデータを引き継げるという特徴を持ち、前作共々最終的にミリオンセラーを達成。
- 11月15日 - コンパイルがプレイステーション用ソフト『ぷよぷよ通 決定盤』を発売。
- 11月23日 - 任天堂がスーパーファミコン用ソフト『スーパードンキーコング3 謎のクレミス島』を発売。最終的にミリオンセラーを達成。
- 12月6日
  - エニックスがファミコン版『ドラゴンクエストIII』をスーパーファミコン用にリメイクした『スーパーファミコン ドラゴンクエストIII そして伝説へ…』発売。最終的にミリオンセラーを達成。
  - SCEがプレイステーション用ソフト『パラッパラッパー』を発売。口コミにより翌年に入ってもロングヒットし、最終的にミリオンセラーを達成。
  - SCEがプレイステーション用ソフト『クラッシュ・バンディクー』を発売（シリーズ第1作）。
- 12月14日 - 任天堂がNINTENDO64用ソフト『マリオカート64』を発売。最終的に約224万本を売り上げ、ダブルミリオン達成。
- 12月17日 - カプコンがプレステーション用ソフト『ロックマン8 メタルヒーローズ』を発売。

携帯型ゲーム
- 2月27日 - 任天堂がゲームボーイ用ソフト『ポケットモンスター 赤・緑』を発売。
  - 発売当初はそこそこの売れ行き（『赤』・『緑』合わせて年間170万本ほど）であったが、翌年になってから大ブームとなった（翌年は同じく年間400万本ほど上乗せ）。さらに1998年以降になると日本国外にもポケモンブームが広がり、最終的にロールプレイングゲーム史上売上高世界一を記録した。→「1997年のゲーム」も参照
  - また、2004年1月にはゲームボーイアドバンス用ソフト『ポケットモンスター ファイアレッド・リーフグリーン』としてリメイクされている。→「2004年のゲーム」も参照
- 7月21日 - 任天堂が携帯型ゲーム機「ゲームボーイポケット」を発売。
- 10月15日 - 任天堂のゲームボーイ用ソフト『ポケットモンスター 青』が小学館の雑誌における通信販売という形で限定販売された。

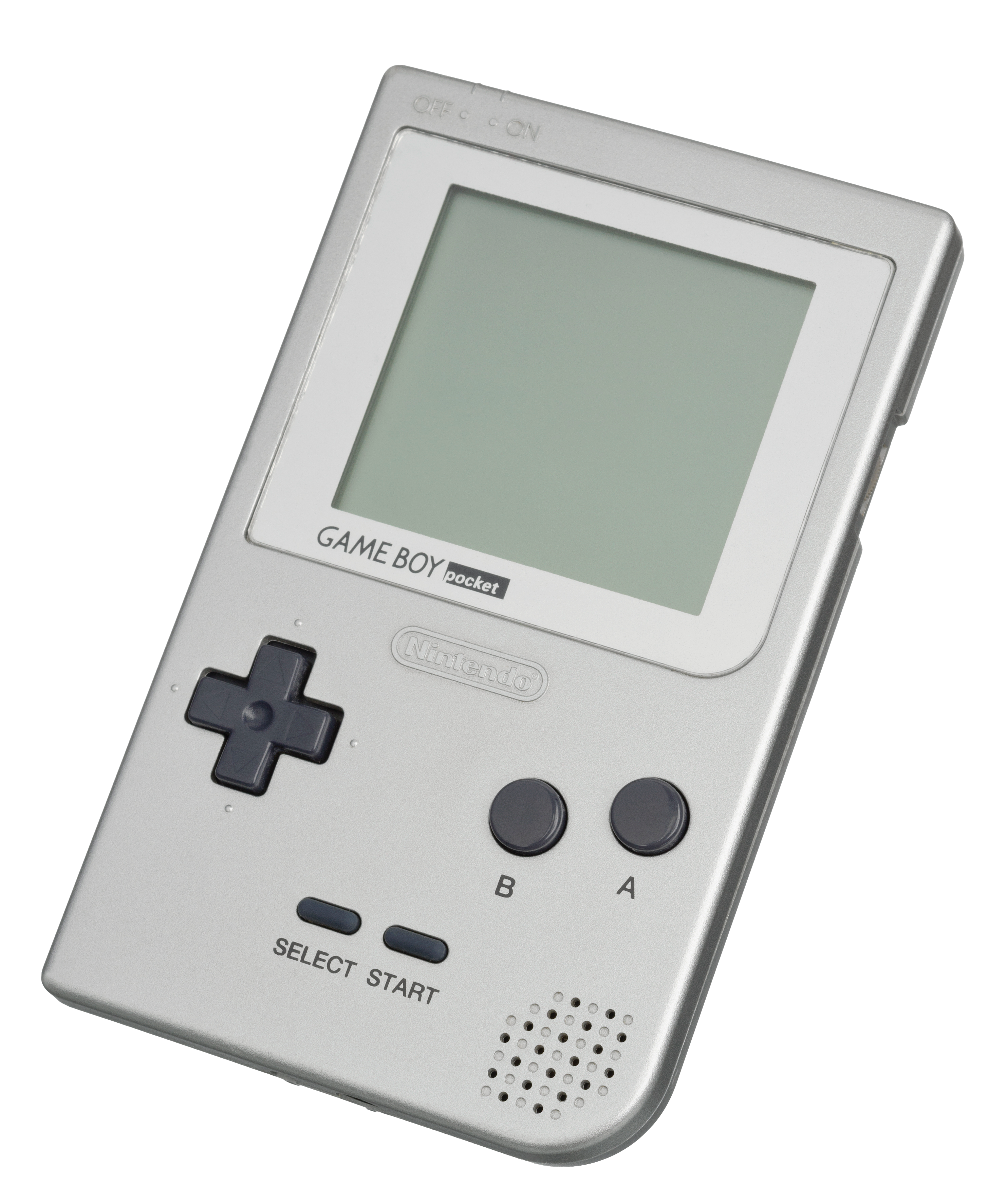
ゲームボーイポケット（7月21日発売）

### インターネット
開設
- 1月 - Yahoo! JAPAN
- 7月 - TINAMI

## スポーツ

### 総合競技大会
- 第51回国民体育大会 (ひろしま国体)

#### 夏季オリンピック・パラリンピック
夏季オリンピック・パラリンピックがアメリカ合衆国のアトランタで開催された。日本からも多数のアスリートが出場している。
- 第26回夏季オリンピック（アトランタ）

- 第10回夏季パラリンピック（アトランタ）

### 各競技

#### 野球
プロ野球
- セ・リーグ優勝 - 読売ジャイアンツ
- パ・リーグ優勝 - オリックス・ブルーウェーブ
- 日本選手権シリーズ優勝 - オリックス・ブルーウェーブ（4勝1敗）
- メジャーリーグ - 野茂英雄がノーヒットノーラン

高校野球
- 第68回選抜高等学校野球大会優勝：鹿児島実（鹿児島県）
- 第78回全国高等学校野球選手権大会優勝：松山商（愛媛県）

#### サッカー
Jリーグ
- 年間優勝 - 鹿島アントラーズ （1シーズン制）
- ナビスコカップ優勝 - 清水エスパルス

天皇杯全日本サッカー選手権大会
優勝 - ヴェルディ川崎

#### 大相撲（幕内最高優勝）
- 初場所：貴ノ浪貞博
- 春場所：貴乃花光司
- 夏場所：貴乃花光司
- 名古屋：貴乃花光司
- 秋場所：貴乃花光司
- 九州場所：武蔵丸光洋

#### プロレス
- プロレス大賞MVP：小橋健太（全日本プロレス）
- G1クライマックス優勝：長州力（初優勝）
- 世界最強タッグ決定リーグ戦優勝：川田利明&田上明組「聖鬼軍」

#### モータースポーツ
- 全日本選手権フォーミュラ・ニッポン：ラルフ・シューマッハ
- 全日本F3選手権：脇阪寿一
- 全日本GT選手権：ジョン・ニールセン、デビッド・ブラバム
- 全日本ツーリングカー選手権：服部尚貴

## 誕生
誕生した事に特筆性のある人物等（世襲制の跡継ぎ、絶滅寸前の生物の誕生、等）を記載しています。それ以外については、Category:1996年生を参照してください。

### 1月
- 1月1日 - 北澤鞠佳、女優、元赤マルダッシュ☆、元桃色革命
- 1月1日 - 佐藤彩香、一輪車選手、タレント
- 1月1日 - 水石亜飛夢、俳優
- 1月2日 - 石本桃子、愛媛朝日テレビアナウンサー
- 1月2日 - 杉枝真結、女優、ファッションモデル、タレント、元歌手（元Happiness、元E-girls）
- 1月3日 - いかちゃん、お笑いタレント
- 1月4日 - 小倉彩瑛、テレビ静岡アナウンサー
- 1月4日 - 圭吾、ミュージシャン（Novelbright）
- 1月4日 - 三輪晴香、女優、元ヤンチャン学園 音楽部
- 1月5日 - 谷真理佳、元SKE48
- 1月5日 - 巴奎依、タレント、女優、声優、元A応P
- 1月5日 - ねぎ、ミュージシャン (Novelbright)
- 1月5日 - 村中龍人、俳優、元子役
- 1月6日 - 小川めるる、元AV女優
- 1月6日 - 丸岡満、サッカー選手
- 1月8日 - 浅井悠由（英語版）、ホッケー選手
- 1月8日 - 佐野玲於[17]、GENERATIONS from EXILE TRIBE
- 1月8日 - 篠崎彩奈[17]、元AKB48
- 1月9日 - 小泉遥、マルチタレント、女優、ファッションモデル、元YGA、元Doll☆Elements
- 1月9日 - 永原和可那、バドミントン選手
- 1月10日 - 大原櫻子、女優、歌手
- 1月10日 - 田中凛、女優
- 1月10日 - Miyu、ジュニアアイドル
- 1月11日 - 楓、パフォーマー （Happiness、元E-girls）、ファッションモデル、女優
- 1月11日 - 草間リチャード敬太、アイドル（Aぇ! group）
- 1月11日 - 日髙竜太、歌手 (BALLISTIK BOYZ from EXILE TRIBE)
- 1月12日 - 日下このみ、タレント、振付師、元NMB48
- 1月12日 - 隅田凜、サッカー選手
- 1月12日 - 竹内美宥、歌手、元AKB48
- 1月12日 - 橋本愛、女優、ファッションモデル
- 1月13日 - 稲村亜美、タレント、グラビアアイドル
- 1月13日 - 今湊敬樹、フジテレビアナウンサー
- 1月13日 - 狐塚美樹（英語版）、ホッケー選手
- 1月14日 - 宇山芽紅、トランポリン競技選手
- 1月15日 - 菊池純礼、ショートトラック選手、スピードスケート選手
- 1月16日 - 高尾美有、タレント、女優
- 1月16日 - 田島健吾、ファッションモデル、元子役
- 1月18日 - 西永彩奈、グラビアアイドル
- 1月21日 - 磯貝奈美、アイドル、女優
- 1月21日 - 海老澤月那、アイドル、タレント
- 1月21日 - 川村海乃、タレント、女優、声優
- 1月22日 - 市來玲奈、日本テレビアナウンサー、元乃木坂46
- 1月22日 - 佐々木久美、元日向坂46
- 1月22日 - 田中美海[18]、声優
- 1月24日 - 江川莉穂、子役
- 1月24日 - 春日南歩、女優、歌手
- 1月24日 - 近藤万春、ハンドボール選手
- 1月24日 - 辻佳奈美、プロテニス選手
- 1月24日 - 湊谷愛優、子役
- 1月24日 - 湊谷真優、子役
- 1月25日 - 一戸誠太郎、スピードスケート選手
- 1月25日 - 杉本早裕吏、新体操選手
- 1月25日 - 宮本優花、ファッションモデル
- 1月26日 - 上杉まゆみ、子役
- 1月26日 - 小澤麗那、声優
- 1月26日 - 加藤美月、モデル、元子役
- 1月26日 - 星希巳加（英語版）、ホッケー選手
- 1月26日 - 笹沼菜奈、元女子プロ野球選手
- 1月27日 - 穴井千尋、モデル、元HKT48
- 1月27日 - 小原裕貴、元俳優、元子役
- 1月27日 - 並木万里菜、テレビ朝日アナウンサー
- 1月28日 - 樋口黎、レスリング選手
- 1月29日 - 神門沙樹、元SKE48
- 1月30日 - 柏原明日架、プロゴルファー
- 1月30日 - 乗松瑠華、サッカー選手
- 1月31日 - 松岡彩、ミュージシャン（SHISHAMO）

### 2月
- 2月2日 - 白鳥大珠、キックボクサー、YouTuber、元プロボクサー
- 2月2日 - 徳用万里奈、水球選手
- 2月3日 - 井阪郁巳、俳優
- 2月3日 - 熊谷知博、子役
- 2月3日 - 田村真子、TBSアナウンサー
- 2月5日 - 大山千広、競艇選手
- 2月6日 - アタアタ・モエアキオラ、ラグビー選手
- 2月6日 - 島田海吏、プロ野球選手
- 2月6日 - YURINO、パフォーマー（元Happiness、元E-girls）
- 2月7日 - 伊波杏樹、声優、女優
- 2月7日 - 萩原舞、実業家、元℃-ute
- 2月8日 - 藤原丈一郎、なにわ男子
- 2月9日 - 今永さな、AV女優
- 2月10日 - 伊藤有沙、子役
- 2月10日 - 周東佑京、プロ野球選手
- 2月10日 - 長野じゅりあ、女優、空手家、看護師
- 2月10日 - 新山詩織、シンガーソングライター
- 2月10日 - 野元愛、元タレント、元アイドリング!!!24号、元HOP CLUB
- 2月10日 - 向翔一郎、柔道家
- 2月11日 - 木﨑ゆりあ、女優、元SKE48、元AKB48
- 2月11日 - 小林壱誓、ミュージシャン（緑黄色社会）
- 2月12日 - 杉本太郎、サッカー選手
- 2月12日 - 千葉一磨、俳優、タレント
- 2月12日 - 藤谷洸介、元プロ野球選手
- 2月13日 - 中川愛理沙、ファッションモデル
- 2月13日 - 矢埜愛茉、AV女優、元グラビアアイドル、元女優
- 2月13日 - 森保さな、AV女優
- 2月14日 - 丸尾玲寿里、アメリカンフットボール選手
- 2月15日 - 貴島明日香、ファッションモデル
- 2月15日 - 山西利和、競歩選手
- 2月16日 - 小松菜奈、ファッションモデル、女優
- 2月17日 - 東由樹、元NMB48
- 2月18日 - 鈴木遼太郎、プロ野球選手
- 2月18日 - 久松郁実、ファッションモデル、グラビアイドル、女優
- 2月18日 - 川井田夏海、声優
- 2月19日 - 岸本淳希、元プロ野球選手
- 2月20日 - 伊藤万理華、女優、元乃木坂46
- 2月20日 - 伊藤梨沙子、女優、ファッションモデル
- 2月20日 - 矢野晴人、ミュージシャン（Non Stop Rabbit）
- 2月21日 - 西村凌、プロ野球選手
- 2月22日 - 高木李湖、女優、タレント、モデル、元ジュニアアイドル
- 2月22日 - 原風佳、モデル、元子役
- 2月22日 - 谷中田トキオ、元子役
- 2月24日 ‐ 金城茉奈、女優、ファッションモデル、タレント（+ 2020年[19]）
- 2月24日 - 小林茉里奈、元福岡放送アナウンサー、元AKB48
- 2月24日 - 前田聖来、映画監督、元女優、元タレント
- 2月25日 - ウルフ・アロン、柔道家
- 2月26日 ‐ 青木瞭、俳優
- 2月26日 - 岩義人、俳優
- 2月26日 - 西尾優希、札幌テレビアナウンサー
- 2月27日 - 荒木美裕、ファッションモデル
- 2月27日 - 小野寺太志、バレーボール選手
- 2月27日 - 熊井智津子、女優、タレント
- 2月27日 - 小山瑶、元テレビュー山形アナウンサー
- 2月27日 - 幸元しせら、女優
- 2月27日 - 山﨑晃嗣、ホッケー選手
- 2月29日 - 高橋壮也、サッカー選手

### 3月
- 3月1日 - 大橋莉子、音楽作家
- 3月2日 - 浅石莉奈、女優、フリーランス、元アイドル、元子役
- 3月2日 - 小川千菜美、元女優、元ファッションモデル
- 3月2日 - 小山桃、モデル
- 3月3日 - 片岡かずさ、元dela
- 3月3日 - 須藤駿介、静岡第一テレビアナウンサー
- 3月4日 - 小林弥生、タレント、元さんみゅ～
- 3月5日 - 遠野ひかる、声優
- 3月6日 - 青木亮太、サッカー選手
- 3月6日 - 河野玄斗、タレント、YouTuber
- 3月6日 - 高見澤安珠、陸上競技選手[20]
- 3月6日 - 本渡楓、声優
- 3月7日 - セレイナ・アン、シンガーソングライター
- 3月8日 - 田代りさ、女優、元子役
- 3月9日 - 荒田恭兵、ハイダイビング選手
- 3月10日 - 斉藤みのり、女優、元子役
- 3月10日 - 百瀬ひとみ、元仮面女子アーマーガールズ
- 3月11日 - 川口翔子、女優、モデル
- 3月11日 - 瀬口黎弥、パフォーマー（FANTASTICS from EXILE TRIBE）
- 3月12日 - 小林佑暉、俳優
- 3月12日 - 根岸拓哉、俳優、タレント
- 3月12日 - 山下ゆかり、元SKE48
- 3月14日 - 海野空詩、AV女優
- 3月14日 - 近内三孝（英語版）、ウェイトリフティング選手
- 3月16日 - 山上愛、タレント、元グラビアアイドル
- 3月17日 - 望月佳一、子役
- 3月18日 - 永井祐真（英語版）、ホッケー選手
- 3月19日 - あおいれな、AV女優、YouTuber
- 3月19日 - 菅光輝、俳優
- 3月19日 - 御山真悠、元女子プロ野球選手
- 3月20日 - 小島夕佳、仮面女子スチームガールズ、元アリス十番
- 3月21日 - 谷岡竜平、プロ野球選手
- 3月22日 - 野咲わか、仮面女子アーマーガールズ
- 3月23日 - ほのか、モデル
- 3月24日 - 中谷進之介、サッカー選手
- 3月24日 - 松田侑花、ファッションモデル
- 3月24日 - 森川彩香、元AKB48、元Queen God
- 3月25日 - 坂口佳穂、元ビーチバレー選手、元タレント
- 3月26日 - 鍬原拓也、プロ野球選手
- 3月27日 - 畑美紗起、ラストアイドル
- 3月29日 - 石丸千賀、声優、タレント、元SUPER☆GiRLS
- 3月30日 - MICHI、歌手、女優
- 3月30日 - 百瀬美鈴、占い師、元ヤンチャン学園 音楽部
- 3月31日 - 織田悠希、子役
- 3月31日 - Sareee、プロレスラー

### 4月
- 4月2日 - 正隨優弥、元プロ野球選手
- 4月2日 - 高良光莉、元女優、元タレント、元ファッションモデル
- 4月2日 - 松原菜野花、女優、元子役
- 4月4日 - 東妻勇輔、プロ野球選手
- 4月4日 - 岡本尚子、女優、元HKT48
- 4月4日 - 土屋神葉、声優、俳優
- 4月4日 - 桃瀬なつみ、グラビアアイドル
- 4月5日 - 山下亜文、元プロ野球選手
- 4月6日 - 石堂天山、元子役
- 4月7日 - 北玲名、タレント、元AKB48
- 4月8日 - 宮原華音、女優、モデル
- 4月9日 - 広瀬裕也、男優、声優
- 4月9日 - 籾木結花、サッカー選手
- 4月10日 - 相川聖奈、ジュニアアイドル
- 4月10日 - 甘利はるな、女優
- 4月10日 - 黒沢ともよ、声優、歌手、女優
- 4月12日 - 川本璃、ボーカル兼パフォーマー（Happiness、元E-girls）
- 4月12日 - 中川圭太、プロ野球選手
- 4月12日 - 晝田瑞希、プロボクサー
- 4月13日 - 阿部菜渚美、ファッションモデル、女優
- 4月13日 - 中元日芽香、心理カウンセラー、元乃木坂46
- 4月13日 - 南出大伸、マラソンスイミング選手
- 4月14日 - 松本裕樹、プロ野球選手
- 4月15日 - 飯塚麻結、声優
- 4月15日 - 渡部峻、TBSアナウンサー
- 4月15日 - 鈴木ロイ、プロアイスホッケー選手
- 4月16日 - 池田エライザ、ファッションモデル、女優、映画監督
- 4月16日 - 香月一也、プロ野球選手
- 4月16日 - 佐藤正尭、元プロ野球選手
- 4月16日 - 下山葵、元子役
- 4月16日 - 三竿健斗、サッカー選手
- 4月17日 - 佐藤ミケーラ倭子、タレント、YouTuber、元モデル、元アイドリング!!!35号
- 4月17日 - 薬丸玲美、タレント
- 4月18日 - 興津正太郎、俳優
- 4月19日 - 植田海、プロ野球選手
- 4月20日 - 大谷玲凪、女優、バレエダンサー、元子役
- 4月22日 - 青木詩織、元SKE48
- 4月22日 - 宮田留佳、AKB48 Team TP
- 4月22日 - 森山あすか、お笑い芸人
- 4月23日 - 中尾翔太、FANTASTICS（+ 2018年）
- 4月23日 - 難波暉（英語版）、競泳選手
- 4月23日 - 若林倫香、声優、舞台女優、元SKE48
- 4月24日 - 安藤麻、アルペンスキー選手
- 4月24日 - 水谷拓磨、サッカー選手
- 4月25日 - 前田佳織里、声優
- 4月26日 - 小柳朋恵、元仮面女子スチームガールズ
- 4月26日 - 鈴木優磨、サッカー選手
- 4月28日 - 川又咲紀、女流将棋棋士
- 4月28日 - 花房里枝、歌手 (elfin')、舞台女優
- 4月29日 - 戸川大輔、元プロ野球選手
- 4月29日 - 武藤彩未、歌手、元さくら学院、元可憐Girl's、元子役

### 5月
- 5月1日 - 青山聖佳、陸上競技選手
- 5月1日 - 川畑瞳、ソフトボール選手
- 5月1日 - 森花音（英語版）、ホッケー選手
- 5月2日 - 高橋みお、タレント、元煌めき☆アンフォレント、元Flower Notes
- 5月2日 - 福地礼奈、NHKさいたま放送局キャスター、元AKB48
- 5月2日 - 飯尾夏帆、NHKアナウンサー
- 5月4日 - 江嶋綾恵梨、26時のマスカレイド、元QunQun
- 5月4日 - 内藤もゆの、女優、元子役
- 5月4日 - 中川あゆみ、歌手
- 5月6日 - 木村聡司、元プロ野球選手
- 5月8日 - 伊藤将司、プロ野球選手
- 5月9日 - 木野双葉、声優
- 5月9日 - 弭間花菜、フリーアナウンサー、元秋田朝日放送アナウンサー
- 5月10日 - 小西杏奈、競泳選手
- 5月10日 - 向田茉夏、元SKE48
- 5月11日 - 新浜レオン、演歌歌手
- 5月11日 - 宮武美桜、元女優
- 5月12日 - 乾貴哉、サッカー選手
- 5月12日 - そらちぃ、YouTuber (アバンティーズ)、MC（B-Loved）
- 5月12日 - 高橋平、子役
- 5月12日 - 星野陸也、プロゴルファー
- 5月13日 - 石賀和輝、俳優、声優
- 5月13日 - 上原わかな、タレント、ファッションモデル、元転校少女*、元Advance Arc Harmony
- 5月13日 - 神崎愛瑠、モデル、女優
- 5月13日 - 齋藤誠哉、プロ野球選手
- 5月13日 - 佐々木健、プロ野球選手
- 5月13日 - 古谷恵菜、野球選手
- 5月14日 - 岡井明日菜、元ハロプロエッグ
- 5月14日 - 早乙女友貴、俳優
- 5月14日 - 内藤秀一郎[21]、俳優、モデル、タレント
- 5月14日 - 中澤沙耶、女流将棋棋士
- 5月14日 - 二村春香、タレント、元SKE48
- 5月14日 - 星名美津紀、グラビアアイドル
- 5月15日 - 青山吉能[22]、声優
- 5月15日 - 島崎莉乃、タレント、ライター、元Cheeky Parade
- 5月15日 - 北川尚弥、俳優
- 5月17日 - 冨澤風斗、声優、俳優、元子役
- 5月17日 - 山﨑もか、女優
- 5月18日 - 角野友基、スノーボード選手
- 5月18日 - 島田翼、ダンサー、元子役タレント
- 5月19日 - 齊藤稜駿、元子役タレント
- 5月19日 - 岡田夢以、アイドル、タレント、声優、女優。
- 5月19日 - 東坂みゆ、グラビアアイドル
- 5月20日 - 香乃ゆうみ、女優
- 5月20日 - 中島優衣、アイドルカレッジ 、元ピュアリーモンスター
- 5月20日 - 泉翔馬、プロアイスホッケー選手
- 5月21日 - 木村茜、元子役
- 5月21日 - 古賀紗理那、バレーボール選手
- 5月21日 - 藪佑介、九星隊
- 5月21日 - 木下ひまり、AV女優
- 5月22日 - 市村紗弥香、フリーアナウンサー
- 5月22日 - 清水優心、プロ野球選手
- 5月23日 - ヘンプヒル恵、陸上競技選手
- 5月23日 - 森彩華、元NMB48
- 5月24日 - 浅田春奈、NHKアナウンサー
- 5月24日 - 小林莉加子、元NMB48
- 5月25日 - 多田大輔、元プロ野球選手
- 5月25日 - 山田朱莉、元ファッションモデル、元女優、元夢みるアドレセンス
- 5月26日 - 堀池亮介、フジテレビアナウンサー
- 5月26日 - 福江ななか、グラビアアイドル、レースクイーン
- 5月27日 - 石田安奈、タレント、元SKE48
- 5月27日 - 末包昇大、プロ野球選手
- 5月28日 - 工藤綾乃、女優、タレント
- 5月28日 - リクヲ、YouTuber（アバンティーズ）
- 5月29日 - 井上理香子、元フェアリーズ
- 5月29日 - 川嶋麗惟、元グラビアアイドル、元女優、元Tokyo Cheer② Party
- 5月29日 - 堀詩音、元NMB48
- 5月30日 - シュン・スカイウォーカー、プロレスラー
- 5月30日 - 奈月セナ、グラビアアイドル、タレント、女優
- 5月31日 - 後藤真由子、タレント、元SKE48
- 5月31日 - 嶋田あさひ、子役
- 5月31日 - 白石黄良々、陸上競技選手
- 5月31日 - 高田夏帆、女優、タレント
- 5月31日 - 野口真緒、女優、元子役

### 6月
- 6月1日 - 泉大智、ミュージシャン（DISH//、元カスタマイZ）、俳優
- 6月1日 - 美咲あい、元ジュニアアイドル
- 6月1日 - 山本祥彰、YouTuber (QuizKnock)、クイズプレイヤー
- 6月2日 - 伊藤凌、子役
- 6月3日 - 吉崎綾、タレント、元LaLuce
- 6月4日 - 立田将太、元プロ野球選手
- 6月6日 - 井上裕貴、俳優
- 6月6日 - 浮田留衣（英語版）、アイスホッケー選手
- 6月6日 - 福村寿華（英語版）、アーティスティックスイミング選手
- 6月7日 - さユり、シンガーソングライター（+ 2024年）
- 6月7日 - 宗佑磨、プロ野球選手
- 6月7日 - 新田桃子、女優、グラビアアイドル
- 6月8日 - 小川紗良、女優、映画監督
- 6月8日 - 椛島光、女優、元グラビアアイドル
- 6月9日 - 黒口なつ、タレント、ファッションモデル
- 6月9日 - 駒木結衣、気象キャスター
- 6月9日 - 小柳、ミュージシャン（夕闇に誘いし漆黒の天使達）
- 6月10日 - 脇本直人、元プロ野球選手
- 6月11日 - 佐々木彩夏、ももいろクローバーZ
- 6月11日 - ジェシー、SixTONES
- 6月13日 - こっちのけんと、マルチクリエイター
- 6月13日 - 野嶋紗己子、毎日放送アナウンサー
- 6月13日 - 羽富琉偉、俳優
- 6月14日 - 相沢みなみ、AV女優
- 6月14日 - 角野亮伍、バスケットボール選手
- 6月14日 - 関根梓、アップアップガールズ（仮）
- 6月15日 - 石川夏海、タレント、元ラストアイドル、元アキシブproject
- 6月15日 - 清水梨紗、サッカー選手
- 6月15日 - 宮治舞、元子役
- 6月16日 - 小島あやめ、タレント、ダンサー、元子役
- 6月16日 - 田中皓子、元STU48
- 6月16日 - 名取くるみ、レースクイーン、モデル、グラビアアイドル
- 6月17日 - 上野一舞、女優、声優
- 6月18日 - 阿部華也子、タレント、キャスター
- 6月18日 - 幸山一大、元プロ野球選手
- 6月18日 - 三吉彩花、ファッションモデル、女優、元さくら学院
- 6月19日 - 宮本航汰、サッカー選手
- 6月19日 - 火将ロシエル、コスプレイヤー、グラビアアイドル
- 6月20日 - 緒形敦、俳優
- 6月20日 - 栗原紗英、HKT48
- 6月20日 - 増田葵（英語版）、競泳選手
- 6月21日 - 淺間大基、プロ野球選手
- 6月21日 - 常山幹太、バドミントン選手
- 6月21日 - ツリメ、YouTuber（アバンティーズ）
- 6月22日 - 大坪奈津子、四国放送アナウンサー
- 6月22日 - 城崎ひまり、藍色アステリズム、元放課後プリンセス
- 6月22日 - 楢﨑智亜、フリークライマー
- 6月23日 - 金本南希、子役
- 6月23日 - 瀬川真帆（英語版）、ホッケー選手
- 6月23日 - 安田聖愛、女優、タレント
- 6月24日 - 多田修平、陸上競技選手
- 6月24日 - 花岡なつみ、歌手
- 6月24日 - 藤本旺輝、俳優
- 6月24日 - 山邊未夢、歌手 （東京女子流）
- 6月24日 - 茜紬うた、グラビアアイドル
- 6月25日 - 笠井恵利香、グラビアアイドル
- 6月25日 - 田中菜々、グラビアアイドル
- 6月25日 - 遥海、シンガーソングライター
- 6月26日 - 西念未優、元女優
- 6月26日 - Mamiko、ミュージシャン（chelmico）
- 6月27日 - 本城雄太郎、元子役、声優
- 6月27日 - 矢口蒼依、子役
- 6月28日 - 中野拓夢、プロ野球選手
- 6月29日 - 金子舞優名、元女優
- 6月29日 - 森永悠希、俳優、元子役
- 6月30日 - 岡本和真、プロ野球選手
- 6月30日 - 小林愛里香、元女優
- 6月30日 - 野田真実、MELLOW MELLOW、元さんみゅ〜

### 7月
- 7月1日 - 河西歩果、タレント、元フィギュアスケート選手
- 7月1日 - 若林有子、TBSアナウンサー
- 7月3日 - 赤枝里々奈、元SKE48
- 7月3日 - ともやん、ミュージシャン（夕闇に誘いし漆黒の天使達）
- 7月3日 - 武良竜也、競泳選手
- 7月4日 - 阿武咲奎也、大相撲力士
- 7月4日 - 栗原陵矢、プロ野球選手
- 7月4日 - 桒原樹、プロ野球選手
- 7月4日 - 高杉真宙、俳優
- 7月5日 - 石原壮馬、元俳優
- 7月5日 - 小坂涼太郎、俳優、モデル
- 7月5日 - 庄司理紗、女優、元フィギュアスケート選手
- 7月5日 - 紡木吏佐、声優
- 7月6日 - 田中祥平、子役
- 7月6日 - 辻美優、ファッションモデル、声優、歌手 (elfin' )
- 7月7日 - 相沢菜々子、モデル、タレント、、女優、レースクイーン
- 7月7日 - 天海由梨奈、声優
- 7月7日 - 小島和哉、プロ野球選手
- 7月8日 - 鎌田拓充、元子役
- 7月8日 - 滝野要、プロ野球選手
- 7月8日 - 中村稔弥、プロ野球選手
- 7月8日 - 古畑星夏、ファッションモデル、女優
- 7月8日 - 吉田嵩、元プロ野球選手
- 7月9日 - 久保田愛夏、カヌー競技選手
- 7月9日 - 栗林良吏、プロ野球選手
- 7月9日 - 森岡悠、女優、元GEM
- 7月10日 - 加藤遊海、ファッションモデル、タレント、ミス・ユニバース2018日本代表
- 7月11日 - 石川直也、プロ野球選手
- 7月11日 - 新濱立也、スピードスケート選手
- 7月11日 - 宮川大聖、シンガーソングライター（Only this time）
- 7月12日 - 武居由樹、キックボクサー
- 7月12日 - 永島悠史、サッカー選手
- 7月13日 - 田島洸成、元プロ野球選手
- 7月14日 - 木下綾菜、女優、歌手、元さんみゅ～
- 7月15日 - 相内沙英、声優
- 7月15日 - 大塚千愛、子役
- 7月15日 - 小波、プロレスラー
- 7月16日 - 佐伯霞、プロボクサー
- 7月16日 - 芹沢南、グラビアアイドル、女優、元＃ドルーチュ
- 7月16日 - 藤井夏恋、ボーカル兼パフォーマー (Happiness 、元E-girls)、ファッションモデル 、女優
- 7月16日 - 渡邉剣、YouTuber、元俳優
- 7月17日 - 飯塚優衣、子役
- 7月17日 - 泉はる、ファッションモデル、女優
- 7月17日 - 北野日奈子、女優、元乃木坂46
- 7月17日 - 清宮海斗、プロレスラー
- 7月17日 - 野崎舞夏星、女子相撲選手
- 7月17日 - 前田穂南、陸上競技選手
- 7月18日 - 加藤ジーナ、タレント、元子役
- 7月18日 - 夏川椎菜、声優、歌手
- 7月19日 - 三浦優希、プロアイスホッケー選手
- 7月20日 - 小川雄勢、柔道家
- 7月20日 - 馬場直人、クロスカントリースキー選手
- 7月20日 - 三浦亜莉沙、元NMB48
- 7月20日 - 米澤令衣、サッカー選手
- 7月22日 - 須藤蓮、俳優
- 7月23日 - 谷川航、体操競技選手
- 7月24日 - 小俣夏乃、アーティスティックスイミング選手
- 7月24日 - 宮本秀明、プロ野球選手
- 7月25日 - 近藤誠也、将棋棋士
- 7月25日 - 前島花音、ニッポン放送アナウンサー
- 7月26日 - 蒼井涼香、ファッションモデル
- 7月26日 - 北川航也、サッカー選手
- 7月27日 - 久保拓眞、プロ野球選手
- 7月28日 - 澤田美晴、声優
- 7月29日 - 藤井皓哉、プロ野球選手
- 7月30日 - 小瀧望、WEST.
- 7月31日 - 林家ぽん平、落語家

### 8月
- 8月1日 - 会津雄生、サッカー選手
- 8月1日 - 東野有紗、バドミントン選手
- 8月2日 - 伊藤涼太、モデル
- 8月3日 - 小郷裕哉、プロ野球選手
- 8月3日 - 田嶋大樹、プロ野球選手
- 8月3日 - 深澤嵐、俳優、元子役
- 8月3日 - 諸橋沙夏、=LOVE
- 8月3日 - 田邊祐真、劇団四季の俳優
- 8月4日 - 石川みなみ、日本テレビアナウンサー
- 8月4日 - 糸原美波、女優
- 8月4日 - 倉田瑠夏、タレント、女優、元アイドリング!!!22号
- 8月4日 - 近藤夏子、TBSアナウンサー
- 8月5日 - 鎌田大地、サッカー選手
- 8月5日 - 隅田杏花、女優 (劇団4ドル50セント)、タレント
- 8月5日 - 法元明菜、声優
- 8月5日 - 貴景勝光信、大相撲力士（大関）
- 8月5日 - 村上茉愛、元体操競技選手、元子役
- 8月6日 - 石田佳蓮、タレント、ファッションモデル、女優、フリーランス、元アイドリング!!!28号
- 8月6日 - 黒瀬サラ、元仮面女子スチームガールズ
- 8月7日 - 藤吉優、元プロ野球選手
- 8月8日 - 石垣幸大、元プロ野球選手
- 8月8日 - 磯原杏華、女優、元SKE48
- 8月8日 - 清家貴子、サッカー選手
- 8月8日 - 髙濱祐仁、プロ野球選手
- 8月8日 - 中西夢乃、子役
- 8月8日 - 松岡菜摘、元HKT48
- 8月8日 - 森脇唯人、ボクシング選手
- 8月8日 - 遼花、女優、タレント
- 8月10日 - 河出奈都美、日本テレビアナウンサー
- 8月10日 - 吉野翔太、元ジャニーズJr.、元子役タレント
- 8月10日 - 脇菜々香、元子役タレント
- 8月12日 - 天羽希純、＃2i2、元READY TO KISS、元仮面女子アーマーガールズ
- 8月12日 - 金子将太、元プロ野球選手
- 8月13日 - 伊藤彩夏、タレント
- 8月13日 - 山本博志、将棋棋士
- 8月14日 - 小酒井円葉、女優、元子役
- 8月14日 - 上西星来、東京パフォーマンスドール、ファッションモデル、女優
- 8月14日 - 大雅、キックボクサー
- 8月15日 - 小杉茂一郎、俳優
- 8月16日 - 飯島寛騎、俳優
- 8月16日 - 寛一郎、俳優
- 8月16日 - 斉藤朱夏、声優、歌手
- 8月16日 - MIYUU、パフォーマー（Happiness、元E-girls）
- 8月16日 - 吉田朱里、ファッションモデル、YouTuber、元NMB48
- 8月17日 - 伊藤彩沙、声優
- 8月17日 - 入江彩乃、プロレスラー、声優
- 8月17日 - 黒木ひなこ、元仮面女子アーマーガールズ
- 8月19日 - 青木遼生、子役
- 8月19日 - 鈴木翔天、プロ野球選手
- 8月22日 - 坂野真弥、元子役
- 8月22日 - 丸山瀬南、俳優、元子役タレント
- 8月22日 - 守屋都弥、サッカー選手
- 8月23日 - 井手口陽介、サッカー選手
- 8月23日 - 松田昂大、元子役
- 8月23日 - 山内ゆあ、ニコニコ♡LOVERS、元仮面女子アーマーガールズ
- 8月24日 - 白井健三、元体操競技選手
- 8月24日 - 西野小春、グラビアアイドル
- 8月24日 - 蓑島圭悟、プロアイスホッケー選手
- 8月25日 - 飯田れな、子役
- 8月25日 - 渋谷凪咲、元NMB48
- 8月26日 - 界達かたる、作家
- 8月26日 - にっち、ミュージシャン（夕闇に誘いし漆黒の天使達）
- 8月28日 - 池松愛理、元ラストアイドル、グラビアアイドル
- 8月28日 - 工藤万実、子役
- 8月28日 - 鈴木友梨耶、歌手、女優、元Cheeky Parade
- 8月29日 - 鎌田菜月、SKE48
- 8月29日 - 山本千尋、女優、元武術太極拳選手
- 8月29日 - 古川駿、プロアイスホッケー選手
- 8月30日 - 伊藤裕季也、プロ野球選手
- 8月30日 - 松原后、サッカー選手
- 8月31日 - 大盛穂、プロ野球選手
- 8月31日 - 金内柊真、美容師、元関西ジャニーズJr.
- 8月31日 - 上茶谷大河、プロ野球選手

### 9月
- 9月1日 - 小泉維吹（英語版）、セーリング選手
- 9月2日 - 佐野皓大、プロ野球選手
- 9月2日 - 高橋怜也、俳優
- 9月3日 - 佐々木柚香、元SKE48
- 9月3日 - 宮原美穂、空手家
- 9月4日 - 植田大輝、子役タレント
- 9月4日 - 笠井海夏子、ファッションモデル、タレント
- 9月4日 - 田村友里、中国放送アナウンサー
- 9月5日 - 古澤勝吾、元プロ野球選手
- 9月5日 - 明璃奈、レースクイーン
- 9月6日 - 本郷理華、元フィギュアスケート選手
- 9月6日 - 毎熊宏介、俳優
- 9月7日 - 中村優、フィギュアスケート選手
- 9月8日 - 高木美佑、声優
- 9月8日 - 唯月ふうか、歌手、女優、アイドル、タレント
- 9月8日 - 山本アーセン、総合格闘家
- 9月9日 - 荒井健太郎、子役
- 9月10日 - 青木優也、プロレスラー
- 9月10日 - 漆原大晟、プロ野球選手
- 9月10日 - 金井美樹、モデル、女優
- 9月10日 - 加納嘉将、歌手（BALLISTIK BOYZ from EXILE TRIBE）
- 9月11日 - 榎木さりな、女優
- 9月12日 - 植田紗々、タレント
- 9月13日 - 石橋遼大、お笑い芸人 (四千頭身)
- 9月13日 - 森田望智、女優
- 9月13日 - 関元彩水、女優
- 9月13日 - 中尾有伽、ファッションモデル
- 9月13日 - 横原悠毅、俳優、歌手（元IMPACTors）
- 9月13日 - さくらあや、プロレスラー
- 9月14日 - 榎本遼香、飛込競技選手
- 9月14日 - 大森元貴、ミュージシャン（Mrs. GREEN APPLE）
- 9月14日 - 金子雄、俳優、タレント
- 9月14日 - 才藤歩夢、フェンシング選手、近代五種選手
- 9月15日 - 鍋本帆乃香、元タレント、元子役
- 9月15日 - 古畑奈和、元SKE48
- 9月16日 - 田中瞳、テレビ東京アナウンサー、元タレント
- 9月16日 - 仲村彩純、ファッションモデル
- 9月16日 - 堀内汰門、元プロ野球選手
- 9月16日 - 横浜流星、俳優、モデル
- 9月17日 - 野中葵、ファッションモデル
- 9月17日 - 詩月まどか、AV女優
- 9月18日 - 池谷実悠、テレビ東京アナウンサー
- 9月18日 - ウォルシュ・ジュリアン、陸上競技選手
- 9月18日 - 亀和田優希、元子役
- 9月18日 - 萩原うらら、タレント、女優、元+PlusOver
- 9月18日 - 山本茉央、元HKT48
- 9月19日 - 兒玉遥、女優、元HKT48
- 9月19日 - 中村直幹、スキージャンプ選手
- 9月20日 - 篠原望、元ラストアイドル
- 9月20日 - 島ゆいか、歌手、声優、元可憐Girl's、元子役
- 9月21日 - 鹿目凛、でんぱ組.inc、元ベボガ!
- 9月21日 - 渕上舞、HKT48
- 9月22日 - 中山翔太、プロ野球選手
- 9月22日 - ナツメ、YouTuber（スーパーノヴァ）、元モデル、元舞台俳優
- 9月23日 - 中島賢星、サッカー選手
- 9月23日 - 松尾太陽、歌手（超特急）、俳優
- 9月26日 - 金子大地、俳優
- 9月26日 - 黒田尭之、将棋棋士
- 9月26日 - 都丸紗也華、グラビアアイドル、女優、タレント
- 9月26日 - 東雲うみ、グラビアアイドル、コスプレイヤー
- 9月27日 - 茂木力也、サッカー選手
- 9月28日 - 佐々木美波、札幌テレビアナウンサー
- 9月29日 - 綾野堯、俳優
- 9月29日 - 畠山有希、シンガーソングライター、モデル
- 9月30日 - 西森なみ、アイドル
- 9月30日 - 山田遥楓、プロ野球選手

### 10月
- 10月1日 - 鈴木ゆうか、ファッションモデル、女優
- 10月1日 - 矢野倫太朗、プロアイスホッケー選手
- 10月2日 - 岩下大輝、プロ野球選手
- 10月2日 - 大堀彩、バドミントン選手
- 10月2日 - 茂木駿佑、サッカー選手
- 10月2日 - 山本萩子、キャスター、タレント
- 10月3日 - 藤井聖、プロ野球選手
- 10月3日 - 馬渡隼暉、サッカー選手
- 10月3日 - 宮島小百合、女優
- 10月4日 - ほのかりん、歌手、ファッションモデル、女優
- 10月5日 - 重本ことり、元タレント、元ファッションモデル、元声優、元グラビアアイドル、元Dream5
- 10月5日 - 土保瑞希、タレント、元AKB48
- 10月6日 - 白宮奈々、グラビアアイドル、女優、モデル
- 10月6日 - 永田薫、MAG!C☆PRINCE
- 10月7日 - 黒田真友香、ファッションモデル
- 10月8日 - 熊谷杏実、元子役
- 10月8日 - 高梨沙羅、スキージャンプ選手
- 10月8日 - 若井滉斗、ミュージシャン（Mrs. GREEN APPLE）
- 10月10日 - 岸田行倫、プロ野球選手
- 10月10日 - 伊藤克、元プロ野球選手
- 10月10日 - 松川星、女優
- 10月11日 - 飯塚悟史、元プロ野球選手
- 10月11日 - 後生川凜、熊本放送アナウンサー
- 10月11日 - Yura、モデル、女優
- 10月12日 - 伊藤美来、声優、歌手
- 10月13日 - 坂本舞菜、YouTuber、元仮面女子アリス十番、元スチームガールズ
- 10月14日 - 太田光、プロ野球選手
- 10月14日 - 島内颯太郎、プロ野球選手
- 10月14日 - 田中美麗 、女優、ファッションモデル、元SUPER☆GiRLS
- 10月14日 - 野村飛鳥、女優、タレント
- 10月14日 - 野村純花、女優、タレント
- 10月14日 - 牧田習、タレント
- 10月14日 - 森みはる、26時のマスカレイド
- 10月15日 - 清水昇、プロ野球選手
- 10月15日 - Niki、ファッションモデル、タレント
- 10月15日 - 堀未央奈、女優、ファッションモデル、元乃木坂46
- 10月16日 - 鵜木伸哉、俳優、タレント
- 10月16日 - 空野青空、アイドル
- 10月16日 - 高涼風（英語版）、アイスホッケー選手
- 10月16日 - 田村響華、声優
- 10月17日 ‐ 朝田淳弥、俳優、元関西ジャニーズJr.
- 10月17日 - 幕内里奈、モデル、女優、元ヤンチャン学園 音楽部
- 10月17日 - 基俊介、俳優、歌手（IMP.）
- 10月17日 - 小山寛大、プロレスラー
- 10月18日 - 高塚南海、元野球選手
- 10月20日 - ギャビー、ファッションモデル
- 10月20日 - 三浦透子、女優、歌手
- 10月21日 - 中塩美悠、元フィギュアスケート選手
- 10月22日 - 朝比奈沙羅、柔道選手
- 10月22日 - 小林廉、俳優
- 10月22日 - 西村拓真、サッカー選手
- 10月23日 - 鵜野みずき、元NMB48
- 10月23日 - 小野郁、プロ野球選手
- 10月23日 - 木村有希、ファッションモデル、タレント
- 10月23日 - 相馬理、モデル、俳優
- 10月24日 - 梅津晃大、プロ野球選手
- 10月24日 - 門脇佳奈子、タレント、元NMB48
- 10月25日 - 朝日梨帆、女優、タレント、元子役
- 10月25日 - 岩﨑名美、タレント、ファッションモデル、女優
- 10月26日 - 杉原凜、日本テレビアナウンサー
- 10月29日 - 篠原梨菜、TBSテレビアナウンサー、元タレント
- 10月30日 - エイジ、YouTuber（アバンティーズ）（+ 2019年）
- 10月30日 - 大矢梨華子、ファッションモデル、歌手、タレント、元ベイビーレイズJAPAN
- 10月30日 - 佐藤勝利、timelesz
- 10月30日 - 坪井ミサト、タレント、女優
- 10月30日 - 譜久村聖、元モーニング娘。
- 10月30日 - 渡辺晃大、ホッケー選手
- 10月31日 - YUYU、ダンサー（東京ゲゲゲイ）

### 11月
- 11月1日 - 江野沢愛美、ファッションモデル、女優、タレント
- 11月3日 - 森紗雪、元SKE48
- 11月4日 - 安樂智大、プロ野球選手
- 11月5日 - 鈴木このみ、歌手
- 11月5日 - 兵頭拓海、俳優
- 11月6日 - 桐明輝子（英語版）、カヌー競技選手
- 11月6日 - 澤田リサ、元仮面女子アリス十番、元スチームガールズ
- 11月6日 - 武田有彩、モデル、タレント、フルート奏者
- 11月6日 - 前田桜茄、元女子プロ野球選手
- 11月7日 - 岡部麟、元AKB48
- 11月7日 - 春名美波、元グラビアアイドル
- 11月7日 - 萩谷慧悟、7ORDER、俳優、元ジャニーズJr（Love-tune）
- 11月8日 - 小林陵侑、スキージャンプ選手
- 11月8日 - 塩尻和也、陸上競技選手
- 11月8日 - 橘香恋、タレント
- 11月8日 - 馬場有加、女優
- 11月8日 - 運上雄基、プロアイスホッケー選手
- 11月9日 - 佐藤朱、東北放送アナウンサー、元AKB48
- 11月9日 - 長島弘宜、元子役
- 11月9日 - 平井もも、TWICE
- 11月11日 - 安倍川緑、元モデル、元フルーツ
- 11月11日 - 佐倉ねね、AV女優
- 11月11日 - 菅なな子、元SKE48
- 11月11日 - 星風まどか、元宝塚歌劇団
- 11月11日 - 高木由梨奈、フリーアナウンサー
- 11月12日 - 社本悠、声優、タレント
- 11月13日 - 東李苑、タレント、女優、元SKE48
- 11月13日 - 真野しずく、グラビアアイドル
- 11月14日 - 新木さくら、LinQ
- 11月14日 - 植田ひかる、声優
- 11月14日 - 大原洋人、プロサーファー
- 11月14日 - 西口直人、プロ野球選手
- 11月15日 - 山川晃司、プロ野球選手
- 11月15日 - 渡部香生子、競泳選手
- 11月16日 - 新田真剣佑、俳優
- 11月16日 - 乙黒圭祐、レスリング選手
- 11月16日 - 甲斐野央、プロ野球選手
- 11月16日 - 川島有紀子（英語版）、アイスホッケー選手
- 11月16日 - 佐藤詩織、アーティスト、元欅坂46
- 11月16日 - 搗宮姫奈、女優、モデル、タレント
- 11月17日 - 頓宮裕真、プロ野球選手
- 11月17日 - 松島勇之介、俳優（劇団番町ボーイズ☆、元10神ACTOR）
- 11月18日 - 小川紗季、元スマイレージ
- 11月18日 - 高橋菜生、モデル、レースクイーン
- 11月18日 - 橋口恵莉奈、女優、元キャナァーリ倶楽部
- 11月18日 - 小川紗季、元スマイレージ
- 11月19日 - 沖野綾亜、琉球放送アナウンサー
- 11月19日 - 萱和磨、体操競技選手
- 11月19日 - 弦間彩華、IBC岩手放送アナウンサー
- 11月20日 - 一条貫太、演歌歌手
- 11月20日 - 岩永彩之心、子役、ジュニアアイドル
- 11月20日 - 澤井志帆、静岡第一テレビアナウンサー
- 11月20日 - 室加奈子、元NMB48
- 11月21日 - 勝呂玲羅、元女優、元ファッションモデル
- 11月21日 - 駒田京伽、タレント、元HKT48
- 11月21日 - 坂東悠汰、陸上競技選手
- 11月22日 - 佐藤佳奈、読売テレビアナウンサー
- 11月22日 - 藤波心、理学療法士、元モデル、元タレント、元歌手、元ジュニアアイドル
- 11月23日 - 上原潤、ORβIT
- 11月23日 - 上原陸、元子役
- 11月23日 - 須藤凜々花、元タレント、元NMB48
- 11月24日 - 小川諒也、サッカー選手
- 11月24日 - 西野実見、ファッションモデル
- 11月25日 - 愛永、タレント、グラビアアイドル、元子役
- 11月26日 - 井之上史織、ファッションモデル、女優、タレント、声優、元子役
- 11月26日 - 吉岡澪皇、元俳優
- 11月27日 - 中尾暢樹、俳優、タレント
- 11月28日 - 上谷沙弥、プロレスラー、タレント
- 11月28日 - 高見奈央、マルチタレント、元ベイビーレイズJAPAN
- 11月28日 - 野澤沙羅、女優、ジュニアアイドル
- 11月28日 - 野村万之丞、狂言師
- 11月28日 - 正門良規、アイドル（Aぇ! group）
- 11月28日 - 松本航、プロ野球選手
- 11月29日 - シイナナルミ、YouTuber、アーティスト、脚本家
- 11月29日 - 田口真奈、元女子プロ野球選手
- 11月30日 - 一条みお、AV女優
- 11月30日 - 刈谷友衣子、ファッションモデル、女優
- 11月30日 - 中西南、AV女優

### 12月
- 12月1日 - 新井みやび、子役
- 12月1日 - 野村勇、プロ野球選手
- 12月1日 - 松山友紀奈、女優、ジュニアアイドル
- 12月1日 - 安田美香、子役
- 12月2日 - 大池水杜、BMX選手
- 12月3日 - 今川宇宙、女優、イラストレーター
- 12月3日 - 小畑健太郎、ラグビー選手
- 12月3日 - 桜空もも、AV女優、元グラビアアイドル
- 12月4日 - 広田亮平、俳優
- 12月5日 - 勧修寺保都、元俳優、元ファッションモデル
- 12月5日 - 八坂芽依、サッカー選手
- 12月8日 ‐ 岸潤一郎、プロ野球選手
- 12月9日 - 片山友希[23]、女優
- 12月9日 - 河西莉子、元子役、元ジュニアアイドル
- 12月9日 - 姫野美南、NHKアナウンサー
- 12月9日 - 小松海佑、お笑い芸人
- 12月10日 - 佐藤綾乃、スピードスケート選手
- 12月12日 - 美山加恋[24]、女優、声優
- 12月12日 - 吉川雄大、プロ野球選手
- 12月13日 - 岩本海、モデル
- 12月13日 - 岡山智樹、俳優
- 12月13日 - 水沼尚輝、競泳選手
- 12月14日 - 福田俊、プロ野球選手
- 12月14日 - 松岡凛、タレント、グラビアアイドル、モデル
- 12月15日 - 橋本ありな、AV女優、タレント
- 12月16日 - 真山りか、私立恵比寿中学
- 12月17日 - 岩橋玄樹、歌手、俳優、タレント、元King & Prince
- 12月18日 - 齋藤綱記、プロ野球選手
- 12月18日 - 齋藤隆成、俳優
- 12月18日 - 松原恋、元子役
- 12月19日 - 安藤誠明、ORβIT
- 12月19日 - 月宮かれん、仮面女子スチームガールズ（+ 2014年[25]）
- 12月19日 - 松山恭助、フェンシング選手
- 12月19日 - 味野和明日架、元子役、元モデル
- 12月20日 - 片瀬美月、タレント、グラビアアイドル
- 12月20日 - 市ノ瀬加那、声優
- 12月20日 - 南谷真鈴、冒険家
- 12月24日 - 坂口莉果子、ファッションモデル、女優
- 12月24日 - 野津山幸宏、声優
- 12月24日 - 桃乃木かな、AV女優
- 12月25日 - 佐々木勇太、ジュニアアイドル、俳優
- 12月26日 - 荒木次元、元俳優、元子役
- 12月26日 - 松井愛莉、ファッションモデル、女優、元さくら学院
- 12月26日 - 水希蒼、almaプロデューサー、元放課後プリンセス、元A応P
- 12月26日 - 山谷花純、女優、ファッションモデル
- 12月27日 - 北村麗、岡山放送アナウンサー
- 12月27日 - 辰己涼介、プロ野球選手
- 12月28日 - 今川菜緒、岡山放送アナウンサー
- 12月28日 - 藤田奈那、女優、元AKB48
- 12月28日 - 吉本実憂[26]、女優、タレント、元X21
- 12月29日 - 菊池翔馬、子役
- 12月29日 - 佐藤彩乃（英語版）、カヌー競技選手
- 12月29日 - 湊﨑紗夏、TWICE
- 12月29日 - 村田寛奈、歌手（9nine）、女優
- 12月30日 - 中村昌樹、九星隊
- 12月31日 - 太田里織菜、愛乙女☆DOLL、元NMB48
- 12月31日 - 平尾知佳、サッカー選手